# Circuitul ITF masculin 2024 (aprilie–iunie)
Circuitul ITF masculin 2024  este ediția din 2024 a celui de-al doilea turneu de tenis profesionist masculin. Este organizat de Federația Internațională de Tenis și este un nivel inferior ATP Challenger Tour. Circuitul include turnee cu premii în bani cuprinse între 15.000 și 25.000 de dolari.
Din 2022, în urma invaziei rusești din Ucraina, ITF a anunțat că jucătorii din Belarus și Rusia pot juca în continuare în circuit, dar nu vor avea voie să joace sub steagul Belarusului sau al Rusiei.

## Legendă
| Turnee M25 |
| Turnee M15 |

### Aprilie
| Săptămâna  | Turneu                                                     | Campioni                                                             | Finaliști                                             | Semifinaliști                                  | Sfert-finaliști                                                                              |
| ---------- | ---------------------------------------------------------- | -------------------------------------------------------------------- | ----------------------------------------------------- | ---------------------------------------------- | -------------------------------------------------------------------------------------------- |
| 1 aprilie  | Sharm El Sheikh, Egipt Dură M25 Simplu și dublu            | Kamil Majchrzak 6–3, 6–2                                             | Karim-Mohamed Maamoun                                 | Marek Gengel Robin Bertrand                    | Millen Hurrion Petr Nesterov Illya Beloborodko Khumoyun Sultanov                             |
| 1 aprilie  | Sharm El Sheikh, Egipt Dură M25 Simplu și dublu            | Ben Jones Jakub Paul 6–2, 6–2                                        | Grigoriy Lomakin Ilia Simakin                         | Marek Gengel Robin Bertrand                    | Millen Hurrion Petr Nesterov Illya Beloborodko Khumoyun Sultanov                             |
| 1 aprilie  | Santa Margherita di Pula, Italia Zgură M25 Simplu și dublu | Elmer Møller 6–2, 6–3                                                | Tommaso Compagnucci                                   | Daniel Michalski Samuele Pieri                 | Michele Ribecai Yshai Oliel Gianmarco Ferrari Ergi Kırkın                                    |
| 1 aprilie  | Santa Margherita di Pula, Italia Zgură M25 Simplu și dublu | Niccolò Catini Tommaso Compagnucci 4–6, 6–3, [10–6]                  | Stefano D'Agostino Christian Fellin                   | Daniel Michalski Samuele Pieri                 | Michele Ribecai Yshai Oliel Gianmarco Ferrari Ergi Kırkın                                    |
| 1 aprilie  | Reus, Spania Zgură M25 Simplu și dublu                     | Nicola Kuhn 5–7, 7–6(7–2), 6–3                                       | Anton Matusevich                                      | Peter Benjamín Privara Rémy Bertola            | Hernán Casanova Alejandro Manzanera Pertusa Julio César Porras Diego Fernández Flores        |
| 1 aprilie  | Reus, Spania Zgură M25 Simplu și dublu                     | Anthony Genov Bruno Pujol Navarro 3–6, 6–3, [10–8]                   | Rémy Bertola Augusto Virgili                          | Peter Benjamín Privara Rémy Bertola            | Hernán Casanova Alejandro Manzanera Pertusa Julio César Porras Diego Fernández Flores        |
| 1 aprilie  | Hammamet, Tunisia Zgură M25 Simplu și dublu                | Manuel Guinard 6–0, 6–3                                              | Oleksandr Ovcharenko                                  | Gianluca Cadenasso Constantin Bittoun Kouzmine | Maxence Bertimon Gabriele Maria Noce Daniel Bagnolini Noah Perfetti                          |
| 1 aprilie  | Hammamet, Tunisia Zgură M25 Simplu și dublu                | Constantin Bittoun Kouzmine Jay Clarke 6–3, 6–4                      | Aleksandr Lobanov Aziz Ouakaa                         | Gianluca Cadenasso Constantin Bittoun Kouzmine | Maxence Bertimon Gabriele Maria Noce Daniel Bagnolini Noah Perfetti                          |
| 1 aprilie  | Bragado, Argentina Zgură M15 Simplu și dublu               | Alejo Lorenzo Lingua Lavallén 6–2, 6–1                               | Bautista Vilicich                                     | Joaquín Aguilar Cardozo Lautaro Midón          | Lautaro Agustín Falabella Alexander Stater Matías Franco Descotte Luciano Emanuel Ambrogi    |
| 1 aprilie  | Bragado, Argentina Zgură M15 Simplu și dublu               | Thiago Cigarrán Alejo Lorenzo Lingua Lavallén 6–2, 6–2               | Juan Estévez Ezequiel Monferrer                       | Joaquín Aguilar Cardozo Lautaro Midón          | Lautaro Agustín Falabella Alexander Stater Matías Franco Descotte Luciano Emanuel Ambrogi    |
| 1 aprilie  | Lons-le-Saunier, Franța Dură (i) M15 Simplu și dublu       | Axel Garcian 7–6(7–4), 7–5                                           | Arthur Bouquier                                       | Loann Massard Maé Malige                       | Louis Dussin Thomas Deschamps Alexey Vatutin Max Stenzer                                     |
| 1 aprilie  | Lons-le-Saunier, Franța Dură (i) M15 Simplu și dublu       | Axel Garcian Arthur Nagel 6–4, 6–2                                   | Louis Dussin Cyril Vandermeersch                      | Loann Massard Maé Malige                       | Louis Dussin Thomas Deschamps Alexey Vatutin Max Stenzer                                     |
| 1 aprilie  | Kashiwa, Japonia Dură M15 Simplu și dublu                  | Hsu Yu-hsiou 3–6, 7–5, 6–4                                           | Masamichi Imamura                                     | Ryotaro Taguchi Sora Fukuda                    | Keisuke Saitoh Ray Ho Jake Delaney Shintaro Imai                                             |
| 1 aprilie  | Kashiwa, Japonia Dură M15 Simplu și dublu                  | Masamichi Imamura Takeru Yuzuki 4–6, 6–2, [10–8]                     | Ray Ho Nam Ji-sung                                    | Ryotaro Taguchi Sora Fukuda                    | Keisuke Saitoh Ray Ho Jake Delaney Shintaro Imai                                             |
| 1 aprilie  | Monastir, Tunisia Dură M15 Simplu și dublu                 | Giles Hussey 0–6, 6–4, 6–4                                           | Lukáš Pokorný                                         | William Grant Egor Agafonov                    | Federico Cinà Moerani Bouzige Tiago Pereira Eliakim Coulibaly                                |
| 1 aprilie  | Monastir, Tunisia Dură M15 Simplu și dublu                 | Alexander Donski Tiago Pereira 6–4, 6–2                              | Jordan Chiu Fred Simonsson                            | William Grant Egor Agafonov                    | Federico Cinà Moerani Bouzige Tiago Pereira Eliakim Coulibaly                                |
| 1 aprilie  | Antalia, Turcia Zgură M15 Simplu și dublu                  | Evgenii Tiurnev 6–0, 2–6, 6–0                                        | Liam Gavrielides                                      | Giuseppe La Vela João Eduardo Schiessl         | Niels Visker David Fix Maxim Zhukov Marlon Vankan                                            |
| 1 aprilie  | Antalia, Turcia Zgură M15 Simplu și dublu                  | John Sperle Marlon Vankan 7–6(7–5), 6–1                              | Sergey Fomin Pavel Verbin                             | Giuseppe La Vela João Eduardo Schiessl         | Niels Visker David Fix Maxim Zhukov Marlon Vankan                                            |
| 8 aprilie  | Sharm El Sheikh, Egipt Dură M25 Simplu și dublu            | Mohamed Safwat 3–6, 6–2, 6–2                                         | Robin Bertrand                                        | Amr Elsayed Vadym Ursu                         | Khumoyun Sultanov Kris van Wyk Matt Hulme Matěj Vocel                                        |
| 8 aprilie  | Sharm El Sheikh, Egipt Dură M25 Simplu și dublu            | Ben Jones Jakub Paul 2–6, 6–4, [10–8]                                | Hamish Stewart Harry Wendelken                        | Amr Elsayed Vadym Ursu                         | Khumoyun Sultanov Kris van Wyk Matt Hulme Matěj Vocel                                        |
| 8 aprilie  | Santa Margherita di Pula, Italia Zgură M25 Simplu și dublu | Jelle Sels 6–3, 6–2                                                  | Marcello Serafini                                     | Andrea Guerrieri Yshai Oliel                   | Kirill Kivattsev Luca Potenza Matthew Dellavedova Daniel Michalski                           |
| 8 aprilie  | Santa Margherita di Pula, Italia Zgură M25 Simplu și dublu | Buvaysar Gadamauri Jelle Sels 6–4, 6–1                               | Luca Potenza Marcello Serafini                        | Andrea Guerrieri Yshai Oliel                   | Kirill Kivattsev Luca Potenza Matthew Dellavedova Daniel Michalski                           |
| 8 aprilie  | Hammamet, Tunisia Zgură M25 Simplu și dublu                | Aziz Dougaz 7–6(8–6), 6–2                                            | Sandro Kopp                                           | Edas Butvilas Paweł Juszczak                   | Jérôme Kym Peter Heller Oleksandr Ovcharenko Arthur Bonnaud                                  |
| 8 aprilie  | Hammamet, Tunisia Zgură M25 Simplu și dublu                | Raphaël Collignon Jérôme Kym 6–4, 7–5                                | Luca Giacomini Giuseppe Tresca                        | Edas Butvilas Paweł Juszczak                   | Jérôme Kym Peter Heller Oleksandr Ovcharenko Arthur Bonnaud                                  |
| 8 aprilie  | Quillota, Chile Zgură M15 Simplu și dublu                  | Kaichi Uchida 6–3, 6–4                                               | Ignacio Antonio Becerra Otárola                       | Franco Roncadelli Fernando Cavallo             | Juan Estévez Daniel Antonio Núñez Juan Bautista Otegui Ignacio Monzón                        |
| 8 aprilie  | Quillota, Chile Zgură M15 Simplu și dublu                  | Juan Bautista Otegui Brandon Pérez 6–2, 6–4                          | Franco Roncadelli Paulo André Saraiva dos Santos      | Franco Roncadelli Fernando Cavallo             | Juan Estévez Daniel Antonio Núñez Juan Bautista Otegui Ignacio Monzón                        |
| 8 aprilie  | Telde, Spania Zgură M15 Simplu și dublu                    | Kaichi Uchida 6–3, 6–4                                               | Ignacio Antonio Becerra Otárola                       | Franco Roncadelli Fernando Cavallo             | Juan Estévez Daniel Antonio Núñez Juan Bautista Otegui Ignacio Monzón                        |
| 8 aprilie  | Telde, Spania Zgură M15 Simplu și dublu                    | Juan Bautista Otegui Brandon Pérez 6–2, 6–4                          | Franco Roncadelli Paulo André Saraiva dos Santos      | Franco Roncadelli Fernando Cavallo             | Juan Estévez Daniel Antonio Núñez Juan Bautista Otegui Ignacio Monzón                        |
| 8 aprilie  | Monastir, Tunisia Dură M15 Simplu și dublu                 | Lukáš Pokorný 7–5, 6–1                                               | Stuart Parker                                         | Giles Hussey Moerani Bouzige                   | Alex Knaff Evgeny Karlovskiy Max Wiskandt Kristjan Tamm                                      |
| 8 aprilie  | Monastir, Tunisia Dură M15 Simplu și dublu                 | Denis Istomin Evgeny Karlovskiy Walkover                             | James Davis Giles Hussey                              | Giles Hussey Moerani Bouzige                   | Alex Knaff Evgeny Karlovskiy Max Wiskandt Kristjan Tamm                                      |
| 8 aprilie  | Antalia, Turcia Zgură M15 Simplu și dublu                  | Facundo Juárez 3–6, 7–6(7–2), 6–4                                    | Oleg Prihodko                                         | Evgenii Tiurnev Markus Mölder                  | Ștefan Paloși Viacheslav Bielinskyi Nikola Milojević John Sperle                             |
| 8 aprilie  | Antalia, Turcia Zgură M15 Simplu și dublu                  | Viacheslav Bielinskyi Vladyslav Orlov 6–1, 6–3                       | Dario Huber Jacob Kahoun                              | Evgenii Tiurnev Markus Mölder                  | Ștefan Paloși Viacheslav Bielinskyi Nikola Milojević John Sperle                             |
| 15 aprilie | Santa Margherita di Pula, Italia Zgură M25 Simplu și dublu | Gabriele Piraino 7–5, 6–4                                            | Kirill Kivattsev                                      | Clément Chidekh Omni Kumar                     | Carlos López Montagud Massimo Giunta Noah Perfetti Michele Ribecai                           |
| 15 aprilie | Santa Margherita di Pula, Italia Zgură M25 Simplu și dublu | Luca Potenza Giorgio Ricca 6–4, 6–3                                  | Giovanni Oradini Marcello Serafini                    | Clément Chidekh Omni Kumar                     | Carlos López Montagud Massimo Giunta Noah Perfetti Michele Ribecai                           |
| 15 aprilie | Hammamet, Tunisia Zgură M25 Simplu și dublu                | Raphaël Collignon 4–6, 6–1, 6–1                                      | Aziz Dougaz                                           | Nicola Kuhn Sandro Kopp                        | Paweł Juszczak Ryan Nijboer Edas Butvilas Florent Bax                                        |
| 15 aprilie | Hammamet, Tunisia Zgură M25 Simplu și dublu                | Aleksandr Lobanov Aziz Ouakaa 6–3, 6–4                               | Michiel de Krom Ryan Nijboer                          | Nicola Kuhn Sandro Kopp                        | Paweł Juszczak Ryan Nijboer Edas Butvilas Florent Bax                                        |
| 15 aprilie | Santiago, Chile Zgură M15 Simplu și dublu                  | Facundo Mena 6–2, 6–3                                                | Fermín Tenti                                          | Thomas Brown Daniel Antonio Núñez              | Paulo André Saraiva dos Santos Ignacio Antonio Becerra Otárola Franco Ribero Gabriel Décamps |
| 15 aprilie | Santiago, Chile Zgură M15 Simplu și dublu                  | Joaquim Almeida Rafael Tosetto 6–4, 6–3                              | Alejandro Bancalari Benjamín Ignacio Torres Fernández | Thomas Brown Daniel Antonio Núñez              | Paulo André Saraiva dos Santos Ignacio Antonio Becerra Otárola Franco Ribero Gabriel Décamps |
| 15 aprilie | Dubrovnik, Croația Zgură M15 Simplu și dublu               | Maxime Chazal 6–2, 6–4                                               | Neil Oberleitner                                      | Mirza Bašić Miloš Karol                        | Valerio Perruzza Sean Hess Carlo Alberto Caniato Pietro Marino                               |
| 15 aprilie | Dubrovnik, Croația Zgură M15 Simplu și dublu               | Neil Oberleitner Adrian Ötzbach 7–6(7–2), 6–3                        | David Pichler Michael Vrbenský                        | Mirza Bašić Miloš Karol                        | Valerio Perruzza Sean Hess Carlo Alberto Caniato Pietro Marino                               |
| 15 aprilie | Azay-le-Rideau, Franța Dură (i) M15 Simplu și dublu        | Arthur Bouquier 6–1, 6–1                                             | Alexandre Reco                                        | Gleb Sakharov Emile Hudd                       | Yanis Ghazouani Durand Samuel Brosset Louis Dussin Kenny de Schepper                         |
| 15 aprilie | Azay-le-Rideau, Franța Dură (i) M15 Simplu și dublu        | Mitchell Harper Filippo Romano 2–6, 6–4, [10–7]                      | Axel Garcian Arthur Nagel                             | Gleb Sakharov Emile Hudd                       | Yanis Ghazouani Durand Samuel Brosset Louis Dussin Kenny de Schepper                         |
| 15 aprilie | Shymkent, Kazakhstan Zgură M15 Simplu și dublu             | Sergey Fomin 7–6(7–4), 6–2                                           | Bekhan Atlangeriev                                    | Karan Singh Evgenii Tiurnev                    | Eric Vanshelboim Denis Klok Savva Polukhin Dev Javia                                         |
| 15 aprilie | Shymkent, Kazakhstan Zgură M15 Simplu și dublu             | Grigoriy Lomakin Pavel Verbin 7–6(7–1), 6–3                          | Aleksandre Bakshi Niklas Schell                       | Karan Singh Evgenii Tiurnev                    | Eric Vanshelboim Denis Klok Savva Polukhin Dev Javia                                         |
| 15 aprilie | Kuršumlijska Banja, Serbia Zgură M15 Simplu și dublu       | Stefan Popović 6–4, 6–1                                              | Ilya Snițari                                          | Simon Anthony Ivanov Luka Pavlovic             | Viktor Jović Dan Alexandru Tomescu Elliot Benchetrit Zoran Ludoški                           |
| 15 aprilie | Kuršumlijska Banja, Serbia Zgură M15 Simplu și dublu       | Viktor Jović Kristijan Juhas 6–1, 7–6(7–3)                           | Dragoș Nicolae Cazacu Yamato Sueoka                   | Simon Anthony Ivanov Luka Pavlovic             | Viktor Jović Dan Alexandru Tomescu Elliot Benchetrit Zoran Ludoški                           |
| 15 aprilie | Telde, Spania Zgură M15 Simplu și dublu                    | Martin Kližan 3–6, 6–3, 7–5                                          | Diego Augusto Barreto Sánchez                         | Darwin Blanch Diego Fernández Flores           | Albert Pedrico Kravtsov Alejandro Manzanera Pertusa Benjamin Pietri Iliyan Radulov           |
| 15 aprilie | Telde, Spania Zgură M15 Simplu și dublu                    | Benjamin Pietri Bruno Pujol Navarro 6–3, 6–4                         | Diego Augusto Barreto Sánchez Dali Blanch             | Darwin Blanch Diego Fernández Flores           | Albert Pedrico Kravtsov Alejandro Manzanera Pertusa Benjamin Pietri Iliyan Radulov           |
| 15 aprilie | Monastir, Tunisia Dură M15 Simplu și dublu                 | Robin Bertrand 7–6(7–3), 6–3                                         | Eliakim Coulibaly                                     | Joshua Sheehy Max Wiskandt                     | Kristjan Tamm Alex Knaff Stuart Parker Moerani Bouzige                                       |
| 15 aprilie | Monastir, Tunisia Dură M15 Simplu și dublu                 | Egor Agafonov Aliaksandr Liaonenka 6–1, 4–6, [10–6]                  | Jody Maginley Joshua Sheehy                           | Joshua Sheehy Max Wiskandt                     | Kristjan Tamm Alex Knaff Stuart Parker Moerani Bouzige                                       |
| 15 aprilie | Antalia, Turcia Zgură M15 Simplu și dublu                  | Facundo Juárez 6–2, 6–3                                              | Philip Henning                                        | Andrea Picchione Aleksandre Metreveli          | Giuseppe La Vela Juan Pablo Paz Mert Naci Türker Kokoro Isomura                              |
| 15 aprilie | Antalia, Turcia Zgură M15 Simplu și dublu                  | Jiří Barnat Tomáš Láník 7–6(7–5), 6–2                                | Felix Mischker Juan Pablo Paz                         | Andrea Picchione Aleksandre Metreveli          | Giuseppe La Vela Juan Pablo Paz Mert Naci Türker Kokoro Isomura                              |
| 22 aprilie | Mosquera, Columbia Zgură M25 Simplu și dublu               | Juan Sebastián Gómez 6–3, 6–4                                        | Harrison Adams                                        | Benjamin Lock Thijmen Loof                     | Mateo Barreiros Reyes Miguel Tobón Juan Estévez Juan Sebastián Osorio                        |
| 22 aprilie | Mosquera, Columbia Zgură M25 Simplu și dublu               | Benjamin Lock Courtney John Lock 7–6(7–3), 7–5                       | Peter Bertran Thijmen Loof                            | Benjamin Lock Thijmen Loof                     | Mateo Barreiros Reyes Miguel Tobón Juan Estévez Juan Sebastián Osorio                        |
| 22 aprilie | Angers, Franța Zgură (i) M25 Simplu și dublu               | Raphaël Collignon 6–2, 6–4                                           | Aziz Dougaz                                           | Lucas Bouquet Lilian Marmousez                 | Constantin Bittoun Kouzmine Thomas Setodji Alexey Vatutin Mathys Erhard                      |
| 22 aprilie | Angers, Franța Zgură (i) M25 Simplu și dublu               | Dan Added Constantin Bittoun Kouzmine 6–4, 5–7, [11–9]               | Arthur Nagel Filippo Romano                           | Lucas Bouquet Lilian Marmousez                 | Constantin Bittoun Kouzmine Thomas Setodji Alexey Vatutin Mathys Erhard                      |
| 22 aprilie | Santa Margherita di Pula, Italia Zgură M25 Simplu și dublu | Andrea Picchione 6–0, 6–2                                            | Federico Iannaccone                                   | Carlos Sánchez Jover Carlos López Montagud     | Valentin Royer Luca Potenza Omni Kumar Gabriele Maria Noce                                   |
| 22 aprilie | Santa Margherita di Pula, Italia Zgură M25 Simplu și dublu | Luca Potenza Stefano Reitano 6–2, 6–4                                | Lorenzo Lorusso Samuele Pieri                         | Carlos Sánchez Jover Carlos López Montagud     | Valentin Royer Luca Potenza Omni Kumar Gabriele Maria Noce                                   |
| 22 aprilie | Nottingham, Regatul Unit Dură M25 Simplu și dublu          | Paul Jubb 3–6, 6–2, 6–3                                              | Charles Broom                                         | Blake Mott Giles Hussey                        | Ewen Lumsden Filip Peliwo Robin Bertrand Finn Bass                                           |
| 22 aprilie | Nottingham, Regatul Unit Dură M25 Simplu și dublu          | Charles Broom Daniel Little 5–7, 7–5, [10–6]                         | James Davis Matthew Summers                           | Blake Mott Giles Hussey                        | Ewen Lumsden Filip Peliwo Robin Bertrand Finn Bass                                           |
| 22 aprilie | Split, Croația Zgură M15 Simplu și dublu                   | Michael Vrbenský 7–5, 7–6(7–3)                                       | Luka Mikrut                                           | Neil Oberleitner Matej Dodig                   | Viacheslav Bielinskyi Maxime Chazal Émilien Voisin Valerio Perruzza                          |
| 22 aprilie | Split, Croația Zgură M15 Simplu și dublu                   | Viacheslav Bielinskyi Jasza Szajrych 6–4, 6–2                        | Adam Heinonen Marino Jakić                            | Neil Oberleitner Matej Dodig                   | Viacheslav Bielinskyi Maxime Chazal Émilien Voisin Valerio Perruzza                          |
| 22 aprilie | Meerbusch, Germania Zgură M15 Simplu și dublu              | Michael Agwi 6–4, 6–2                                                | John Sperle                                           | Alec Deckers Adrian Ötzbach                    | Dušan Obradović Aleksandr Braynin Jan Hrazdil Patrick Zahraj                                 |
| 22 aprilie | Meerbusch, Germania Zgură M15 Simplu și dublu              | Sander Jong Rik Muller 6–3, 7–5                                      | Florian Broska Gregor Ramskogler                      | Alec Deckers Adrian Ötzbach                    | Dušan Obradović Aleksandr Braynin Jan Hrazdil Patrick Zahraj                                 |
| 22 aprilie | Shymkent, Kazakhstan Zgură M15 Simplu și dublu             | Savva Polukhin 6–2, 6–3                                              | Vladyslav Orlov                                       | Maxim Shin Jordi García Mestre                 | Dev Javia Federico Campana Maxim Zhukov Nicola Rispoli                                       |
| 22 aprilie | Shymkent, Kazakhstan Zgură M15 Simplu și dublu             | Grigoriy Lomakin Pavel Verbin 7–6(11–9), 6–3                         | S D Prajwal Dev Sai Karteek Reddy Ganta               | Maxim Shin Jordi García Mestre                 | Dev Javia Federico Campana Maxim Zhukov Nicola Rispoli                                       |
| 22 aprilie | Kuršumlijska Banja, Serbia Zgură M15 Simplu și dublu       | Stefan Popović 6–4, 6–2                                              | Mariano Tammaro                                       | Nikola Milojević Jack Logé                     | Stefan Peter Hampe Émilien Demanet Boris Butulija Lazar Vojinović                            |
| 22 aprilie | Kuršumlijska Banja, Serbia Zgură M15 Simplu și dublu       | Brian Bozemoj Tom Clavel 6–4, 6–0                                    | Christopher Bulus Tadija Radovanović                  | Nikola Milojević Jack Logé                     | Stefan Peter Hampe Émilien Demanet Boris Butulija Lazar Vojinović                            |
| 22 aprilie | Sanxenxo, Spania Dură M15 Simplu și dublu                  | Julio César Porras 6–2, 6–1                                          | Diego Fernández Flores                                | Tiago Pereira Svyatoslav Gulin                 | Maik Steiner Moerani Bouzige Diego Augusto Barreto Sánchez Philip Hjorth                     |
| 22 aprilie | Sanxenxo, Spania Dură M15 Simplu și dublu                  | Rodrigo Fernandes Gonçalo Marques 3–6, 7–6(7–2), [10–7]              | Rafael Izquierdo Luque Tiago Pereira                  | Tiago Pereira Svyatoslav Gulin                 | Maik Steiner Moerani Bouzige Diego Augusto Barreto Sánchez Philip Hjorth                     |
| 22 aprilie | Monastir, Tunisia Dură M15 Singles and doubles draws       | Pedro Araújo 2–6, 6–2, 6–3                                           | Takuya Kumasaka                                       | Kris van Wyk Menelaos Efstathiou               | Demetris Azoides Nazim Makhlouf Max Wiskandt Eliakim Coulibaly                               |
| 22 aprilie | Monastir, Tunisia Dură M15 Singles and doubles draws       | Aleksandr Lobanov Alexey Nesterov 6–3, 6–1                           | Abraham Asaba Dan Martin                              | Kris van Wyk Menelaos Efstathiou               | Demetris Azoides Nazim Makhlouf Max Wiskandt Eliakim Coulibaly                               |
| 22 aprilie | Antalia, Turcia Zgură M15 Simplu și dublu                  | Jérôme Kym 7–5, 6–2                                                  | Yanaki Milev                                          | Deney Wassermann Stijn Slump                   | Kuzey Çekirge Alexandr Binda Kokoro Isomura Gian Marco Ortenzi                               |
| 22 aprilie | Antalia, Turcia Zgură M15 Simplu și dublu                  | Jiří Barnat Tomáš Láník 6–4, 6–1                                     | Dinko Dinev Matthias Ujvary                           | Deney Wassermann Stijn Slump                   | Kuzey Çekirge Alexandr Binda Kokoro Isomura Gian Marco Ortenzi                               |
| 22 aprilie | Vero Beach, Statele Unite Zgură M15 Simplu și dublu        | Garrett Johns 7–6(7–1), 6–2                                          | Victor Lilov                                          | Miles Jones William Grant                      | Dian Nedev Étienne Donnet Chad Kissell Rudy Quan                                             |
| 22 aprilie | Vero Beach, Statele Unite Zgură M15 Simplu și dublu        | Alexander Razeghi Cooper Woestendick 6–4, 4–6, [10–3]                | Alex Jones Miles Jones                                | Miles Jones William Grant                      | Dian Nedev Étienne Donnet Chad Kissell Rudy Quan                                             |
| 29 aprilie | Anapoima, Columbia Zgură M25 Simplu și dublu               | Nicolás Mejía 6–2, 6–2                                               | Kiranpal Pannu                                        | Harrison Adams Benjamin Lock                   | Leo Vithoontien Mateo Barreiros Reyes Peter Bertran Juan Sebastián Gómez                     |
| 29 aprilie | Anapoima, Columbia Zgură M25 Simplu și dublu               | Ivan Denisov Daniel Antonio Núñez 6–4, 6–2                           | Benjamin Lock Courtney John Lock                      | Harrison Adams Benjamin Lock                   | Leo Vithoontien Mateo Barreiros Reyes Peter Bertran Juan Sebastián Gómez                     |
| 29 aprilie | Santa Margherita di Pula, Italia Zgură M25 Simplu și dublu | Jay Clarke 7–6(7–4), 3–6, 6–4                                        | Carlos Sánchez Jover                                  | Juan Bautista Otegui Alexander Weis            | Gianmarco Ferrari Omni Kumar Elmer Møller Damien Wenger                                      |
| 29 aprilie | Santa Margherita di Pula, Italia Zgură M25 Simplu și dublu | Mariano Kestelboim Gabriel Roveri Sidney Walkover                    | Kai Wehnelt Patrick Zahraj                            | Juan Bautista Otegui Alexander Weis            | Gianmarco Ferrari Omni Kumar Elmer Møller Damien Wenger                                      |
| 29 aprilie | Xalapa, Mexic Dură M25 Simplu și dublu                     | Rodrigo Pacheco Méndez 6–7(1–7), 7–5, 6–4                            | Bernard Tomic                                         | Ernesto Escobedo Aidan McHugh                  | Andre Ilagan Ezekiel Clark Alan Fernando Rubio Fierros Oliver Anderson                       |
| 29 aprilie | Xalapa, Mexic Dură M25 Simplu și dublu                     | Alan Fernando Rubio Fierros Noah Schachter 7–6(7–0), 6–3             | Jody Maginley Evan Zhu                                | Ernesto Escobedo Aidan McHugh                  | Andre Ilagan Ezekiel Clark Alan Fernando Rubio Fierros Oliver Anderson                       |
| 29 aprilie | Sabadell, Spania Zgură M25 Simplu și dublu                 | Nikolás Sánchez Izquierdo 6–4, 4–6, 6–3                              | Miguel Damas                                          | Andrea Collarini Daniel Rincón                 | Oriol Roca Batalla Eric Vanshelboim Nicholas David Ionel Florent Bax                         |
| 29 aprilie | Sabadell, Spania Zgură M25 Simplu și dublu                 | Daniel Rincón Alejandro Turriziani Álvarez 6–4, 6–4                  | David Pérez Sanz Eric Vanshelboim                     | Andrea Collarini Daniel Rincón                 | Oriol Roca Batalla Eric Vanshelboim Nicholas David Ionel Florent Bax                         |
| 29 aprilie | Nottingham, Regatul Unit Dură M25 Simplu și dublu          | Charles Broom 6–3, 6–3                                               | Henry Searle                                          | Emile Hudd Blake Mott                          | Daniel Cox Paul Jubb Giles Hussey Robert Strombachs                                          |
| 29 aprilie | Nottingham, Regatul Unit Dură M25 Simplu și dublu          | Joshua Charlton Emile Hudd 6–1, 7–5                                  | Masamichi Imamura Ryuki Matsuda                       | Emile Hudd Blake Mott                          | Daniel Cox Paul Jubb Giles Hussey Robert Strombachs                                          |
| 29 aprilie | Osijek, Croația Zgură M15 Simplu și dublu                  | Viacheslav Bielinskyi 6–2, 6–0                                       | Mili Poljičak                                         | Khumoyun Sultanov Neil Oberleitner             | Josip Šimundža Marino Jakić Sebastian Sorger Luka Mikrut                                     |
| 29 aprilie | Osijek, Croația Zgură M15 Simplu și dublu                  | Kai Lemstra Filippo Romano 7–6(7–3), 7–5                             | Dominique Graf Daniel Pátý                            | Khumoyun Sultanov Neil Oberleitner             | Josip Šimundža Marino Jakić Sebastian Sorger Luka Mikrut                                     |
| 29 aprilie | Kuršumlijska Banja, Serbia Zgură M15 Simplu și dublu       | Sascha Gueymard Wayenburg 6–3, 7–5                                   | Émilien Demanet                                       | Koki Matsuda Tom Gentzsch                      | Marko Maksimović Branko Đurić Liam Gavrielides Peter Buldorini                               |
| 29 aprilie | Kuršumlijska Banja, Serbia Zgură M15 Simplu și dublu       | Peter Buldorini Andrea Meduri 6–4, 6–2                               | Émilien Demanet Jack Logé                             | Koki Matsuda Tom Gentzsch                      | Marko Maksimović Branko Đurić Liam Gavrielides Peter Buldorini                               |
| 29 aprilie | Monastir, Tunisia Dură M15 Simplu și dublu                 | Stuart Parker 7–5, 6–2                                               | Max Wiskandt                                          | Kris van Wyk Karan Singh                       | Cyril Vandermeersch Takuya Kumasaka Pedro Araújo Jumpei Yamasaki                             |
| 29 aprilie | Monastir, Tunisia Dură M15 Simplu și dublu                 | Elio José Ribeiro Lago Paulo André Saraiava dos Santos 6–4, 7–6(7–5) | Zachary Fuchs Wally Thayne                            | Kris van Wyk Karan Singh                       | Cyril Vandermeersch Takuya Kumasaka Pedro Araújo Jumpei Yamasaki                             |
| 29 aprilie | Antalia, Turcia Zgură M15 Simplu și dublu                  | Michael Agwi 6–3, 3–0, ret.                                          | Stijn Slump                                           | Filip Cristian Jianu Max Alcalá Gurri          | Mika Brunold Andrin Casanova Arthur Reymond Wishaya Trongcharoenchaikul                      |
| 29 aprilie | Antalia, Turcia Zgură M15 Simplu și dublu                  | Michael Agwi Felix Mischker 7–5, 6–7(4–7), [10–5]                    | Simon Beaupain Matěj Vocel                            | Filip Cristian Jianu Max Alcalá Gurri          | Mika Brunold Andrin Casanova Arthur Reymond Wishaya Trongcharoenchaikul                      |
| 29 aprilie | Orange Park, Statele Unite Zgură M15 Simplu și dublu       | Corentin Denolly 6–3, 7–5                                            | Duarte Vale                                           | Patrick Maloney Rudy Quan                      | Arvid Nordquist Axel Nefve Cooper Woestendick Andrés Andrade                                 |
| 29 aprilie | Orange Park, Statele Unite Zgură M15 Simplu și dublu       | Corentin Denolly Duarte Vale 4–6, 7–5, [10–8]                        | Sekou Bangoura Boris Kozlov                           | Patrick Maloney Rudy Quan                      | Arvid Nordquist Axel Nefve Cooper Woestendick Andrés Andrade                                 |

### Mai
| Săptămâna | Turneu                                                    | Campioni                                                        | Finaliști                                         | Semifinaliști                             | Sfert-finaliști                                                                          |
| --------- | --------------------------------------------------------- | --------------------------------------------------------------- | ------------------------------------------------- | ----------------------------------------- | ---------------------------------------------------------------------------------------- |
| 6 mai     | Trelew, Argentina Hard (i) M25 Simplu și dublu            | Kaichi Uchida 4–6, 6–1, 6–0                                     | Matías Soto                                       | Mateo Barreiros Reyes Tomás Farjat        | Daniel Antonio Núñez Matías Franco Descotte Ezequiel Monferrer Preston Brown             |
| 6 mai     | Trelew, Argentina Hard (i) M25 Simplu și dublu            | Joaquim Almeida Thiago Cigarrán 6–3, 6–1                        | Fernando Cavallo Manuel Mouilleron Salvo          | Mateo Barreiros Reyes Tomás Farjat        | Daniel Antonio Núñez Matías Franco Descotte Ezequiel Monferrer Preston Brown             |
| 6 mai     | Kuršumlijska Banja, Serbia Zgură M25 Simplu și dublu      | Aziz Dougaz 6–1, 6–1                                            | Stefan Popović                                    | Fabrizio Andaloro Liam Gavrielides        | Branko Đurić Nikola Milojević Antoine Ghibaudo Peter Buldorini                           |
| 6 mai     | Kuršumlijska Banja, Serbia Zgură M25 Simplu și dublu      | Gabriel Donev Kristijan Juhas 6–4, 6–2                          | Stefan Popović Marat Sharipov                     | Fabrizio Andaloro Liam Gavrielides        | Branko Đurić Nikola Milojević Antoine Ghibaudo Peter Buldorini                           |
| 6 mai     | Valldoreix, Spania Zgură M25 Simplu și dublu              | Martin Kližan 3–6, 6–0, 6–3                                     | Nicola Kuhn                                       | Pol Martín Tiffon Andrea Collarini        | João Domingues Gianmarco Ferrari Miguel Damas Daniel Mérida                              |
| 6 mai     | Valldoreix, Spania Zgură M25 Simplu și dublu              | Oscar José Gutierrez Gabriel Roveri Sidney 7–5, 6–1             | Gianmarco Ferrari Augusto Virgili                 | Pol Martín Tiffon Andrea Collarini        | João Domingues Gianmarco Ferrari Miguel Damas Daniel Mérida                              |
| 6 mai     | Värnamo, Suedia Zgură M25 Simplu și dublu                 | Edoardo Lavagno 6–2, 3–6, 6–3                                   | Marvin Möller                                     | Philip Hjorth Filip Cristian Jianu        | Lucas Catarina Giovanni Calvano Tom Gentzsch Viktor Durasovic                            |
| 6 mai     | Värnamo, Suedia Zgură M25 Simplu și dublu                 | Viktor Durasovic Lukas Hellum Lilleengen 7–5, 6–3               | Henrik Bladelius Filip Gustafsson                 | Philip Hjorth Filip Cristian Jianu        | Lucas Catarina Giovanni Calvano Tom Gentzsch Viktor Durasovic                            |
| 6 mai     | Doboj, Bosnia și Herzegovina Zgură M15 Simplu și dublu    | Lilian Marmousez 7–6(7–2), 6–4                                  | Mili Poljičak                                     | Dušan Obradović Miloš Karol               | Jerko Brkić Axel Garcian Andrej Nedić Aldin Šetkić                                       |
| 6 mai     | Doboj, Bosnia și Herzegovina Zgură M15 Simplu și dublu    | Marino Jakić Mili Poljičak 6–3, 6–4                             | Koki Matsuda Yamato Sueoka                        | Dušan Obradović Miloš Karol               | Jerko Brkić Axel Garcian Andrej Nedić Aldin Šetkić                                       |
| 6 mai     | Tbilisi, Georgia Hard M15 Simplu și dublu                 | Ilia Simakin 6–3, 6–3                                           | Erik Arutiunian                                   | Marek Gengel Amit Vales                   | Petr Bar Biryukov Bekhan Atlangeriev Aaron Cohen Orel Kimhi                              |
| 6 mai     | Tbilisi, Georgia Hard M15 Simplu și dublu                 | Marek Gengel Grigoriy Lomakin 2–6, 7–6(7–3), [10–8]             | Aleksandre Bakshi Zura Tkemaladze                 | Marek Gengel Amit Vales                   | Petr Bar Biryukov Bekhan Atlangeriev Aaron Cohen Orel Kimhi                              |
| 6 mai     | Villahermosa, Mexic Hard (i) M15 Simplu și dublu          | Ernesto Escobedo 6–3, 7–5                                       | Rodrigo Pacheco Méndez                            | Alan Fernando Rubio Fierros Andre Ilagan  | Ricardo Rodríguez-Pace Osgar O'Hoisin Noah Schachter Nick Chappell                       |
| 6 mai     | Villahermosa, Mexic Hard (i) M15 Simplu și dublu          | Jody Maginley Noah Schachter 6–4, 6–4                           | Alex Hernández Rodrigo Pacheco Méndez             | Alan Fernando Rubio Fierros Andre Ilagan  | Ricardo Rodríguez-Pace Osgar O'Hoisin Noah Schachter Nick Chappell                       |
| 6 mai     | București, România Zgură M15 Simplu și dublu              | Petr Nesterov 6–3, 4–6, 7–6(8–6)                                | Niels Lootsma                                     | Carlo Alberto Caniato Sebastian Gima      | Ilya Snițari Juan Bautista Otegui Niels Visker Ioan Alexandru Chiriță                    |
| 6 mai     | București, România Zgură M15 Simplu și dublu              | Petr Nesterov Ilya Snițari 6–7(5–7), 6–4, [10–7]                | Tomás Lipovšek Puches Juan Bautista Otegui        | Carlo Alberto Caniato Sebastian Gima      | Ilya Snițari Juan Bautista Otegui Niels Visker Ioan Alexandru Chiriță                    |
| 6 mai     | Monastir, Tunisia Hard M15 Simplu și dublu                | Max Wiskandt 6–0, 3–0, ret.                                     | Vladyslav Orlov                                   | Kris van Wyk Leonardo Rossi               | Karan Singh Takuya Kumasaka Enzo Wallart Nicolas Ifi                                     |
| 6 mai     | Monastir, Tunisia Hard M15 Simplu și dublu                | Aleksandr Lobanov Alexey Nesterov 6–2, 6–4                      | Nazim Makhlouf Imran Sibille                      | Kris van Wyk Leonardo Rossi               | Karan Singh Takuya Kumasaka Enzo Wallart Nicolas Ifi                                     |
| 6 mai     | Antalia, Turcia Zgură M15 Simplu și dublu                 | Mika Brunold 5–7, 6–4, 6–0                                      | Marlon Vankan                                     | Daniil Ostapenkov John Sperle             | Teymuraz Gabashvili Mert Naci Türker Andrin Casanova Koray Kırcı                         |
| 6 mai     | Antalia, Turcia Zgură M15 Simplu și dublu                 | Jin Yuquan Li Zekai 6–4, 6–4                                    | Umut Akkoyun S Mert Özdemir                       | Daniil Ostapenkov John Sperle             | Teymuraz Gabashvili Mert Naci Türker Andrin Casanova Koray Kırcı                         |
| 13 mai    | Jin'an Open Lu'an, China Hard M25 Simplu și dublu         | Sun Fajing 6–3, 6–1                                             | Yecong Mo                                         | Bai Yan Takuya Kumasaka                   | Zhou Yi Lee Duck-hee Sheng Tang Yuki Mochizuki                                           |
| 13 mai    | Jin'an Open Lu'an, China Hard M25 Simplu și dublu         | Sun Fajing Ajeet Rai 6–2, 6–2                                   | Lee Duck-hee Cui Jie                              | Bai Yan Takuya Kumasaka                   | Zhou Yi Lee Duck-hee Sheng Tang Yuki Mochizuki                                           |
| 13 mai    | Kachreti, Georgia Hard M25 Simplu și dublu                | Evgenii Tiurnev 3–6, 6–2, 6–2                                   | Yshai Oliel                                       | Aleksandre Bakshi Daniil Glinka           | Evgeny Karlovskiy Roberto Cid Subervi Ulises Blanch Yankı Erel                           |
| 13 mai    | Kachreti, Georgia Hard M25 Simplu și dublu                | Charles Broom Hamish Stewart 6–4, 6–4                           | Denis Istomin Evgeny Karlovskiy                   | Aleksandre Bakshi Daniil Glinka           | Evgeny Karlovskiy Roberto Cid Subervi Ulises Blanch Yankı Erel                           |
| 13 mai    | Reggio Emilia, Italia Zgură M25 Simplu și dublu           | Martin Kližan 6–4, 6–4                                          | Jelle Sels                                        | Enrico Dalla Valle Giovanni Fonio         | Giuseppe La Vela Alexey Vatutin Lorenzo Rottoli Andrea Picchione                         |
| 13 mai    | Reggio Emilia, Italia Zgură M25 Simplu și dublu           | Jay Clarke Kai Wehnelt 5–7, 6–2, [10–8]                         | Federico Arnaboldi Andrea Arnaboldi               | Enrico Dalla Valle Giovanni Fonio         | Giuseppe La Vela Alexey Vatutin Lorenzo Rottoli Andrea Picchione                         |
| 13 mai    | Vic, Spania Zgură M25 Simplu și dublu                     | Ignacio Buse 6–3, 6–2                                           | Albert Pedrico Kravtsov                           | Michiel de Krom Daniel Mérida Aguilar     | Carlos López Montagud Max Alcalà Gurri Marvin Möller Rafael Jódar                        |
| 13 mai    | Vic, Spania Zgură M25 Simplu și dublu                     | Liam Hignett James MacKinlay 7–5, 7–6(7–1)                      | Imanol López Morillo Richard Zusman               | Michiel de Krom Daniel Mérida Aguilar     | Carlos López Montagud Max Alcalà Gurri Marvin Möller Rafael Jódar                        |
| 13 mai    | Pensacola, Statele Unite Zgură M25 Simplu și dublu        | Andrés Andrade 7-6(7-5), 7-5                                    | Hady Habib                                        | Bernard Tomic Bruno Kuzuhara              | Axel Nefve Harrison Adams Nathan Ponwith Christian Langmo                                |
| 13 mai    | Pensacola, Statele Unite Zgură M25 Simplu și dublu        | Ty Gentry Daniel Moreno 6–2, 6–4                                | Lucas Horve Oliver Okonkwo                        | Bernard Tomic Bruno Kuzuhara              | Axel Nefve Harrison Adams Nathan Ponwith Christian Langmo                                |
| 13 mai    | Neuquén, Argentina Zgură M15 Simplu și dublu              | Alejo Lorenzo Lingua Lavallén 6-3, 7-6(7-2)                     | Mariano Kestelboim                                | Thiago Cigarran Guido Ivan Justo          | Leonardo Aboian Matías Franco Descotte Valentín Basel Juan Estévez                       |
| 13 mai    | Neuquén, Argentina Zgură M15 Simplu și dublu              | Daniel Antonio Núñez Amador Salazar 6–2, 7–5                    | Tomás Farjat Alejo Lorenzo Lingua Lavallén        | Thiago Cigarran Guido Ivan Justo          | Leonardo Aboian Matías Franco Descotte Valentín Basel Juan Estévez                       |
| 13 mai    | Villach, Austria Hard M15 Simplu și dublu                 | Justin Engel 6–3, 3–6, 6–3                                      | Jérôme Kym                                        | Tom Gentzsch Daniel Pátý                  | Patrick Zahraj Luca Giacomini Samuel Puškár Matic Križnik                                |
| 13 mai    | Villach, Austria Hard M15 Simplu și dublu                 | Nico Hipfl Jérôme Kym 6–4, 6–3                                  | Miloš Karol Adrian Oetzbach                       | Tom Gentzsch Daniel Pátý                  | Patrick Zahraj Luca Giacomini Samuel Puškár Matic Križnik                                |
| 13 mai    | Prijedor, Bosnia și Herzegovina Zgură M15 Simplu și dublu | Sander Jong 6–1, 5–7, 6–3                                       | Pawel Juszczak                                    | Andrej Nedić Sebastian Sorger             | Mirza Bašić Denis Klok Lilian Marmousez Saša Marković                                    |
| 13 mai    | Prijedor, Bosnia și Herzegovina Zgură M15 Simplu și dublu | Sander Jong Rik Müller 6–3, 6–2                                 | Mirza Bašić Vladan Tadić                          | Andrej Nedić Sebastian Sorger             | Mirza Bašić Denis Klok Lilian Marmousez Saša Marković                                    |
| 13 mai    | Addis Ababa, Etiopia Zgură M15 Simplu și dublu            | Benjamin Lock 7–6(7–2), 6–4                                     | Luca Fantini                                      | Philip Henning Edison Ambarzumjan         | Maik Steiner Ishaque Eqbal S D Prajwal Dev Eliakim Coulibaly                             |
| 13 mai    | Addis Ababa, Etiopia Zgură M15 Simplu și dublu            | Benjamin Lock Courtney John Lock 6–3, 7–6(7–4)                  | Chirag Duhan Maik Steiner                         | Philip Henning Edison Ambarzumjan         | Maik Steiner Ishaque Eqbal S D Prajwal Dev Eliakim Coulibaly                             |
| 13 mai    | Kingston, Jamaica Hard M15 Simplu și dublu                | Kiranpal Pannu 6-1, 6-1                                         | Aryan Shah                                        | Ryan Fishback Ezekiel Clark               | Ricardo Rodríguez-Pace Aristotelis Thanos Dan Martin John Chin                           |
| 13 mai    | Kingston, Jamaica Hard M15 Simplu și dublu                | Jody Maginley Joshua Sheehy 4–6, 7–5, [10–2]                    | Leo Borg Aryan Shah                               | Ryan Fishback Ezekiel Clark               | Ricardo Rodríguez-Pace Aristotelis Thanos Dan Martin John Chin                           |
| 13 mai    | București, România Zgură M15 Simplu și dublu              | Gabi Adrian Boitan 6–7(5–7), 6–0, 6–2                           | Ioan Alexandru Chiriță                            | Elliot Benchetrit Nicholas David Ionel    | Sergi Pérez Contri Diego Dedura-Palomero Dan Alexandru Tomescu Lautaro Agustin Falabella |
| 13 mai    | București, România Zgură M15 Simplu și dublu              | Florent Bax Simon Beaupain 6–2, 6–4                             | Alexandru Cristian Dumitru Mihai Răzvan Marinescu | Elliot Benchetrit Nicholas David Ionel    | Sergi Pérez Contri Diego Dedura-Palomero Dan Alexandru Tomescu Lautaro Agustin Falabella |
| 13 mai    | Kuršumlijska Banja, Serbia Zgură M15 Simplu și dublu      | Edas Butvilas 6–4, 6–0                                          | Matthew Dellavedova                               | Antoine Ghibaudo Fabrizio Andaloro        | Gabriel Donev Simon Anthony Ivanov Keisuke Saitoh Stefan Popović                         |
| 13 mai    | Kuršumlijska Banja, Serbia Zgură M15 Simplu și dublu      | Keisuke Saitoh Daisuke Sumizawa 6–4, 6–0                        | Gabriel Donev Simon Anthony Ivanov                | Antoine Ghibaudo Fabrizio Andaloro        | Gabriel Donev Simon Anthony Ivanov Keisuke Saitoh Stefan Popović                         |
| 13 mai    | Kalmar, Suedia Zgură M15 Simplu și dublu                  | Lucas Bouquet 6–1, 7–5                                          | Eero Vasa                                         | Mats Rosenkranz Jonas Trinker             | Lucas Catarina Nicolas Parizzia Alexandre Aubriot Patrick Kaukovalta                     |
| 13 mai    | Kalmar, Suedia Zgură M15 Simplu și dublu                  | Patrick Kaukovalta Eero Vasa 6–4, 6–4                           | Erik Grevelius Adam Heinonen                      | Mats Rosenkranz Jonas Trinker             | Lucas Catarina Nicolas Parizzia Alexandre Aubriot Patrick Kaukovalta                     |
| 13 mai    | Monastir, Tunisia Hard M15 Simplu și dublu                | Maxence Rivet 6–4, 6–1                                          | Arthur Bouquier                                   | Leonardo Rossi Jacob Bradshaw             | Jesse Flores Enzo Wallart Max Wiskandt Andrea Paolini                                    |
| 13 mai    | Monastir, Tunisia Hard M15 Simplu și dublu                | Niklas Schell Max Wiskandt 7–6(7–4), 6–2                        | James Davis Matthew Summers                       | Leonardo Rossi Jacob Bradshaw             | Jesse Flores Enzo Wallart Max Wiskandt Andrea Paolini                                    |
| 13 mai    | Antalia, Turcia Zgură M15 Simplu și dublu                 | Nicolai Budkov Kjær 6–1, 6–0                                    | Yanaki Milev                                      | Pierre Delage Michael Agwi                | Gökberk Sarıtaș Alberto Bronzetti Giovanni Calvano John Sperle                           |
| 13 mai    | Antalia, Turcia Zgură M15 Simplu și dublu                 | Federico Campana Matteo De Vincentis 7–6(7–2), 6–7(6–8), [11–9] | Vít Kalina Matthew William Donald                 | Pierre Delage Michael Agwi                | Gökberk Sarıtaș Alberto Bronzetti Giovanni Calvano John Sperle                           |
| 20 mai    | Kunming Open Anning, China Zgură M25 Simplu și dublu      | Jie Cui 6–3, 6–4                                                | Bai Yan                                           | Nico Hornitschek Sun Fajing               | Chase Ferguson Takuya Kumasaka Yuki Mochizuki Wishaya Trongcharoenchaikul                |
| 20 mai    | Kunming Open Anning, China Zgură M25 Simplu și dublu      | Jeffrey Chuan En Hsu Shin Woo-bin 2–6, 6–3, [10–5]              | Jie Cui Sun Fajing                                | Nico Hornitschek Sun Fajing               | Chase Ferguson Takuya Kumasaka Yuki Mochizuki Wishaya Trongcharoenchaikul                |
| 20 mai    | Addis Ababa, Etiopia Zgură M25 Simplu și dublu            | Philip Henning 6–2, 6–2                                         | Siddharth Vishwakarma                             | Benjamin Lock Eliakim Coulibaly           | Ishaque Eqbal Kabir Hans Maik Steiner Adil Kalyanpur                                     |
| 20 mai    | Addis Ababa, Etiopia Zgură M25 Simplu și dublu            | Benjamin Lock Courtney John Lock 3–6, 6–3, [10–8]               | S D Prajwal Dev Adil Kalyanpur                    | Benjamin Lock Eliakim Coulibaly           | Ishaque Eqbal Kabir Hans Maik Steiner Adil Kalyanpur                                     |
| 20 mai    | Deauville, Franța Zgură M25 Simplu și dublu               | Alexey Vatutin 6–3, 6–4                                         | Raphaël Collignon                                 | Lucas Poullain Sander Jong                | Simon Beaupain Eric Vanshelboim Louis Dussin Corentin Denolly                            |
| 20 mai    | Deauville, Franța Zgură M25 Simplu și dublu               | Sander Jong Fons van Sambeek 6–3, 6–2                           | Alexey Vatutin Alexander Zgirovsky                | Lucas Poullain Sander Jong                | Simon Beaupain Eric Vanshelboim Louis Dussin Corentin Denolly                            |
| 20 mai    | Mataró, Spania Zgură M25 Simplu și dublu                  | Guy Den Ouden 6–1, 5–7, 6–0                                     | Lorenzo Giustino                                  | Ignacio Buse Àlex Martí Pujolràs          | Nicola Kuhn Pol Martín Tiffon Laurent Lokoli David Pérez Sanz                            |
| 20 mai    | Mataró, Spania Zgură M25 Simplu și dublu                  | Giorgio Ricca Augusto Virgili 6–3, 6–4                          | Anthony Genov Bruno Pujol Navarro                 | Ignacio Buse Àlex Martí Pujolràs          | Nicola Kuhn Pol Martín Tiffon Laurent Lokoli David Pérez Sanz                            |
| 20 mai    | Brčko, Bosnia și Herzegovina Zgură M15 Simplu și dublu    | Miljan Zekić 2–6, 6–2, 5–1, ret.                                | Paweł Juszczak                                    | Saša Marković Gabriele Bosio              | Viktor Jović Vladyslav Orlov Dušan Obradović Federico Campana                            |
| 20 mai    | Brčko, Bosnia și Herzegovina Zgură M15 Simplu și dublu    | Vladyslav Orlov Tim Rühl 6–2, 6–1                               | Kabeer Kapasi Miljan Zekić                        | Saša Marković Gabriele Bosio              | Viktor Jović Vladyslav Orlov Dušan Obradović Federico Campana                            |
| 20 mai    | Bol, Croația Zgură M15 Simplu și dublu                    | Viacheslav Bielinskyi 6–1, 6–2                                  | Gabriele Pennaforti                               | Mili Poljičak Duarte Vale                 | Jasza Szajrych Gabriel Décamps Sebastian Sorger Florian Broska                           |
| 20 mai    | Bol, Croația Zgură M15 Simplu și dublu                    | Mili Poljičak Josip Šimundža 6–3, 6–2                           | Nikos Lehmann Nicolas Parizzia                    | Mili Poljičak Duarte Vale                 | Jasza Szajrych Gabriel Décamps Sebastian Sorger Florian Broska                           |
| 20 mai    | Cervia, Italia Zgură M15 Simplu și dublu                  | Alessandro Pecci 7–5, 4–6, 6–3                                  | Peter Buldorini                                   | Niccolo Baroni Rei Sakamoto               | Samuele Pieri Federico Bondioli Luciano Carraro Juan Bautista Otegui                     |
| 20 mai    | Cervia, Italia Zgură M15 Simplu și dublu                  | Jacopo Bilardo Gianluca Cadenasso Walkover                      | Federico Bondioli Rei Sakamoto                    | Niccolo Baroni Rei Sakamoto               | Samuele Pieri Federico Bondioli Luciano Carraro Juan Bautista Otegui                     |
| 20 mai    | Kingston, Jamaica Hard M15 Simplu și dublu                | Leo Borg 3–6, 6–4, 6–4                                          | Corey Craig                                       | Adhithya Ganesan Kiranpal Pannu           | Dan Martin Miles Jones Aryan Shah Gabrielius Guzauskas                                   |
| 20 mai    | Kingston, Jamaica Hard M15 Simplu și dublu                | Adhithya Ganesan Aryan Shah 6–1, 6–4                            | Max Benaim Daniel Vishnick                        | Adhithya Ganesan Kiranpal Pannu           | Dan Martin Miles Jones Aryan Shah Gabrielius Guzauskas                                   |
| 20 mai    | București, România Zgură M15 Simplu și dublu              | Pyotr Nesterov 6–1, 6–2                                         | Elliot Benchetrit                                 | Illya Beloborodko Gabi Adrian Boitan      | Guy den Heijer Mario González Fernández Ioan Alexandru Chiriță Florent Bax               |
| 20 mai    | București, România Zgură M15 Simplu și dublu              | Pyotr Nesterov Ilya Snițari 7–6(7–4), 6–2                       | Simone Agostini Matteo De Vincentis               | Illya Beloborodko Gabi Adrian Boitan      | Guy den Heijer Mario González Fernández Ioan Alexandru Chiriță Florent Bax               |
| 20 mai    | Kuršumlijska Banja, Serbia Zgură M15 Simplu și dublu      | Marat Sharipov 6–1, 0–6, 6–4                                    | Hayato Matsuoka                                   | Diego Augusto Barreto Sánchez Dali Blanch | Gabriel Donev Fermín Tenti Seydina André Oleg Prihodko                                   |
| 20 mai    | Kuršumlijska Banja, Serbia Zgură M15 Simplu și dublu      | Kristijan Juhas Marat Sharipov 6–4, 6–3                         | Diego Augusto Barreto Sánchez Dali Blanch         | Diego Augusto Barreto Sánchez Dali Blanch | Gabriel Donev Fermín Tenti Seydina André Oleg Prihodko                                   |
| 20 mai    | Celje, Slovenia Zgură M15 Simplu și dublu                 | João Eduardo Schiessl 4–6, 7–6(7–4), 6–1                        | Blaž Rola                                         | Emile Hudd Daniel Pátý                    | Jiří Barnat Karol Filar Mariano Tammaro Luigi Sorrentino                                 |
| 20 mai    | Celje, Slovenia Zgură M15 Simplu și dublu                 | Filippo Romano Kai Wehnelt 4–6, 6–4, [10–4]                     | Jiří Barnat Jan Hrazdil                           | Emile Hudd Daniel Pátý                    | Jiří Barnat Karol Filar Mariano Tammaro Luigi Sorrentino                                 |
| 20 mai    | Monastir, Tunisia Hard M15 Simplu și dublu                | Tiago Pereira 7–6(7–1), 6–2                                     | Arthur Bouquier                                   | Stuart Parker Luc Fomba                   | William Jansen Maxence Rivet Daniel Little Mikhail Gorokhov                              |
| 20 mai    | Monastir, Tunisia Hard M15 Simplu și dublu                | Jesse Flores Elio Jose Ribeiro Lago 2–6, 6–4, [13–11]           | Mohammad Alkotop Mousa Alkotop                    | Stuart Parker Luc Fomba                   | William Jansen Maxence Rivet Daniel Little Mikhail Gorokhov                              |
| 27 mai    | Kiseljak, Bosnia și Herzegovina Zgură M25 Simplu și dublu | Maks Kaśnikowski 6–2, 6–2                                       | Jay Clarke                                        | Daniel Dutra da Silva Marat Sharipov      | Matthew Dellavedova Jakub Paul Matías Soto Koray Kırcı                                   |
| 27 mai    | Kiseljak, Bosnia și Herzegovina Zgură M25 Simplu și dublu | Rio Noguchi Koki Matsuda 2–6, 7–6(7–5), [11–9]                  | Matěj Vocel Jakub Paul                            | Daniel Dutra da Silva Marat Sharipov      | Matthew Dellavedova Jakub Paul Matías Soto Koray Kırcı                                   |
| 27 mai    | Baotou, China Zgură (i) M25 Simplu și dublu               | Te Rigele 6–2, 6–4                                              | Sun Fajing                                        | Ye Cong Mo Yuquan Jin                     | Zhenxiong Dong Wishaya Trongcharoenchaikul Yuki Mochizuki Ajeet Rai                      |
| 27 mai    | Baotou, China Zgură (i) M25 Simplu și dublu               | Te Rigele Evan Zhu 6–3, 2–6, [10–6]                             | Sun Fajing Jie Cui                                | Ye Cong Mo Yuquan Jin                     | Zhenxiong Dong Wishaya Trongcharoenchaikul Yuki Mochizuki Ajeet Rai                      |
| 27 mai    | Carnac, Franța Zgură M25 Simplu și dublu                  | Federico Agustín Gómez 6–4, 6–0                                 | Maxime Chazal                                     | Daniel Vallejo Lucas Bouquet              | Alexander Klintcharov Theo Papamalamis Maé Malige Antoine Ghibaudo                       |
| 27 mai    | Carnac, Franța Zgură M25 Simplu și dublu                  | Daniel Vallejo Federico Agustín Gómez 6–3, 7–5                  | Alexander Merino Christoph Negritu                | Daniel Vallejo Lucas Bouquet              | Alexander Klintcharov Theo Papamalamis Maé Malige Antoine Ghibaudo                       |
| 27 mai    | La Nucia, Spania Zgură M25 Simplu și dublu                | Nicola Kuhn 7–6(7–3), 6–1                                       | Edas Butvilas                                     | João Domingues Rei Sakamoto               | Carlos Gimeno Valero Yshai Oliel Gianmarco Ferrari Damien Wenger                         |
| 27 mai    | La Nucia, Spania Zgură M25 Simplu și dublu                | Siddhant Banthia Eric Vanshelboim 7–5, 7–6(8–6)                 | Íñigo Cervantes Sergi Pérez Contri                | João Domingues Rei Sakamoto               | Carlos Gimeno Valero Yshai Oliel Gianmarco Ferrari Damien Wenger                         |
| 27 mai    | Bol, Croația Zgură M15 Simplu și dublu                    | Luka Mikrut 6–3, 6–3                                            | Sascha Gueymard Wayenburg                         | Mili Poljičak Nikita Mashtakov            | Sebastian Eriksson Conor Gannon Viacheslav Bielinskyi Duarte Vale                        |
| 27 mai    | Bol, Croația Zgură M15 Simplu și dublu                    | Mirza Bašić Nikita Mashtakov 7–5, 6–2                           | Igor Dudun Ivan Kremenchutskyi                    | Mili Poljičak Nikita Mashtakov            | Sebastian Eriksson Conor Gannon Viacheslav Bielinskyi Duarte Vale                        |
| 27 mai    | Gyula, Ungaria Zgură M15 Simplu și dublu                  | Péter Fajta 6–1, 6–2                                            | Matyáš Černý                                      | Gergely Madarász Gian Marco Ortenzi       | Daniel Salazar Miloš Karol Karol Filar Paweł Juszczak                                    |
| 27 mai    | Gyula, Ungaria Zgură M15 Simplu și dublu                  | Miloš Karol Tim Rühl 6–0, 7–6(7–2)                              | Matyáš Černý Filip Apltauer                       | Gergely Madarász Gian Marco Ortenzi       | Daniel Salazar Miloš Karol Karol Filar Paweł Juszczak                                    |
| 27 mai    | Kingston, Jamaica Hard M15 Simplu și dublu                | Aryan Shah 6–2, 6–2                                             | Dan Martin                                        | Kosuke Ogura William Grant                | Drew Van Orderlain Joshua Sheehy Aristotelis Thanos Corey Craig                          |
| 27 mai    | Kingston, Jamaica Hard M15 Simplu și dublu                | Jody Maginley Joshua Sheehy 6–2, 6–3                            | Abraham Asaba Ryan Fishback                       | Kosuke Ogura William Grant                | Drew Van Orderlain Joshua Sheehy Aristotelis Thanos Corey Craig                          |
| 27 mai    | Karuizawa, Japonia Zgură M15 Simplu și dublu              | Kaichi Uchida 6–7(4–7), 7–5, 6–2                                | Sora Fukuda                                       | Tomohiro Masabayashi Yusaku Sugaya        | Ryotaro Matsumura Masamichi Imamura Shin Woo-bin Ryota Tanuma                            |
| 27 mai    | Karuizawa, Japonia Zgură M15 Simplu și dublu              | Yusuke Kusuhara Shunsuke Nakagawa 6–4, 3–6, [11–9]              | Jake Delaney Jesse Delaney                        | Tomohiro Masabayashi Yusaku Sugaya        | Ryotaro Matsumura Masamichi Imamura Shin Woo-bin Ryota Tanuma                            |
| 27 mai    | Constanța, România Zgură M15 Simplu și dublu              | Gabi Adrian Boitan 6–2, 6–4                                     | Ilya Snițari                                      | Francesco Ferrari Nicholas David Ionel    | Vlad Andrei Dancu Pyotr Nesterov Mihai Răzvan Marinescu Florent Bax                      |
| 27 mai    | Constanța, România Zgură M15 Simplu și dublu              | Bogdan Pavel Finn Bass 6–1, 6–1                                 | Eric David Verdeș Dominic Ducariu                 | Francesco Ferrari Nicholas David Ionel    | Vlad Andrei Dancu Pyotr Nesterov Mihai Răzvan Marinescu Florent Bax                      |
| 27 mai    | Kuršumlijska Banja, Serbia Zgură M15 Simplu și dublu      | Yanaki Milev 7–6(7–4), 6–3                                      | Oleg Prihodko                                     | Khumoyun Sultanov Svyatoslav Gulin        | Viktor Jović Gorazd Srbljak Vuk Rađenović Fermín Tenti                                   |
| 27 mai    | Kuršumlijska Banja, Serbia Zgură M15 Simplu și dublu      | Viktor Jović Kristijan Juhas 7–5, 6–4                           | Khumoyun Sultanov Saba Purtseladze                | Khumoyun Sultanov Svyatoslav Gulin        | Viktor Jović Gorazd Srbljak Vuk Rađenović Fermín Tenti                                   |
| 27 mai    | Vrhnika, Slovenia Zgură M15 Simplu și dublu               | João Eduardo Schiessl 6–7(4–7), 6–0, 6–0                        | Bor Artnak                                        | Luigi Sorrentino Anton Matusevich         | Kai Wehnelt Jan Hrazdil Mariano Kestelboim Neil Oberleitner                              |
| 27 mai    | Vrhnika, Slovenia Zgură M15 Simplu și dublu               | Kai Wehnelt Patrick Zahraj 6–4, 6–3                             | Mariano Kestelboim Ignacio Monzón                 | Luigi Sorrentino Anton Matusevich         | Kai Wehnelt Jan Hrazdil Mariano Kestelboim Neil Oberleitner                              |
| 27 mai    | Monastir, Tunisia Hard M15 Simplu și dublu                | Pedro Araújo 6–4, 6–3                                           | Mikhail Gorokhov                                  | Jesse Flores Daniel Khazime               | Diogo Marques Yassine Dlimi Patrick Schön Aziz Ouakaa                                    |
| 27 mai    | Monastir, Tunisia Hard M15 Simplu și dublu                | Grigoriy Lomakin Ilia Simakin 6–1, 7–5                          | Diogo Marques Pedro Araújo                        | Jesse Flores Daniel Khazime               | Diogo Marques Yassine Dlimi Patrick Schön Aziz Ouakaa                                    |
| 27 mai    | San Diego, Statele Unite Hard M15 Simplu și dublu         | Learner Tien 6–7(6–8), 6–2, 6–2                                 | Karue Sell                                        | Alex Knaff Alan Fernando Rubio Fierros    | Nathan Ponwith Jacob Brumm Noah Zamora Vito Tonejc                                       |
| 27 mai    | San Diego, Statele Unite Hard M15 Simplu și dublu         | Sebastian Gorzny Learner Tien 1–6, 6–3, [10–1]                  | Robin Catry Braden Shick                          | Alex Knaff Alan Fernando Rubio Fierros    | Nathan Ponwith Jacob Brumm Noah Zamora Vito Tonejc                                       |

### Iunie
| Săptămâna | Turneu                                                       | Campioni                                                                  | Finaliști                                   | Semifinaliști                                   | Sfert-finaliști                                                                    |
| --------- | ------------------------------------------------------------ | ------------------------------------------------------------------------- | ------------------------------------------- | ----------------------------------------------- | ---------------------------------------------------------------------------------- |
| 3 iunie   | Sarajevo, Bosnia și Herzegovina Zgură M25 Simplu și dublu    | Mirza Bašić 6–1, 7–5                                                      | Jakub Paul                                  | Saša Marković Jay Clarke                        | Ergi Kırkın Matthew Dellavedova Buvaysar Gadamauri Adrian Oetzbach                 |
| 3 iunie   | Sarajevo, Bosnia și Herzegovina Zgură M25 Simplu și dublu    | Jakub Paul Matěj Vocel 6–0, 6–4                                           | Finn Reynolds Adam Taylor                   | Saša Marković Jay Clarke                        | Ergi Kırkın Matthew Dellavedova Buvaysar Gadamauri Adrian Oetzbach                 |
| 3 iunie   | Grasse, Franța Zgură M25 Simplu și dublu                     | Maxime Chazal 4–6, 6–4, 6–2                                               | Federico Gaio                               | Andrea Picchione Damien Wenger                  | Alexander Zgirovsky Lucas Bouquet Nikolay Vylegzhanin Franco Roncadelli            |
| 3 iunie   | Grasse, Franța Zgură M25 Simplu și dublu                     | Mariano Kestelboim Franco Roncadelli 6–3, 7–5                             | Corentin Denolly Damien Wenger              | Andrea Picchione Damien Wenger                  | Alexander Zgirovsky Lucas Bouquet Nikolay Vylegzhanin Franco Roncadelli            |
| 3 iunie   | Setúbal, Portugalia Hard M25 Simplu și dublu                 | Antoine Escoffier 3–6, 7–6(8–6), 6–2                                      | Antoine Bellier                             | Alberto Barroso Campos Robin Bertrand           | Altuğ Çelikbilek Diogo Marques Tiago Pereira Orel Kimhi                            |
| 3 iunie   | Setúbal, Portugalia Hard M25 Simplu și dublu                 | Alberto Barroso Campos Rafael Izquierdo Luque 6–3, 6–2                    | Francisco Rocha Tiago Silva                 | Alberto Barroso Campos Robin Bertrand           | Altuğ Çelikbilek Diogo Marques Tiago Pereira Orel Kimhi                            |
| 3 iunie   | Kuršumlijska Banja, Serbia Zgură M25 Simplu și dublu         | Luka Pavlovic 6–3, 6–2                                                    | Adam Heinonen                               | Miljan Zekić Saba Purtseladze                   | Filip Cristian Jianu Martyn Pawelski Dominik Kellovský Branko Đurić                |
| 3 iunie   | Kuršumlijska Banja, Serbia Zgură M25 Simplu și dublu         | Erik Grevelius Adam Heinonen Walkover                                     | Viktor Jović Marat Sharipov                 | Miljan Zekić Saba Purtseladze                   | Filip Cristian Jianu Martyn Pawelski Dominik Kellovský Branko Đurić                |
| 3 iunie   | Córdoba, Spania Zgură M25 Simplu și dublu                    | Nicola Kuhn 7–6(7–3), 6–3                                                 | Pedro Vives Marcos                          | Álex Martí Pujolras Pol Martín Tiffon           | Raúl Brancaccio Ryan Nijboer Andrea Guerrieri Iliyan Radulov                       |
| 3 iunie   | Córdoba, Spania Zgură M25 Simplu și dublu                    | Blake Bayldon Mats Hermans 7–6(7–3), 6–3                                  | Siddhant Banthia Tennyson Whiting           | Álex Martí Pujolras Pol Martín Tiffon           | Raúl Brancaccio Ryan Nijboer Andrea Guerrieri Iliyan Radulov                       |
| 3 iunie   | Santo Domingo, Republica Dominicană Hard M15 Simplu și dublu | Taha Baadi 7–5, 6–4                                                       | Peter Bertran                               | Mwendwa Mbithi Arvid Nordquist                  | Roberto Cid Subervi Ryan Fishback Oliver Anderson Miles Jones                      |
| 3 iunie   | Santo Domingo, Republica Dominicană Hard M15 Simplu și dublu | Cassius Chinlund Andrew Delgado 3–6, 7–6(7–4), [11–9]                     | Lucca C. Pignaton Lorenzo Claverie          | Mwendwa Mbithi Arvid Nordquist                  | Roberto Cid Subervi Ryan Fishback Oliver Anderson Miles Jones                      |
| 3 iunie   | Harmon, Guam Hard M15 Simplu și dublu                        | Jake Delaney 6–7(4–7), 7–5, 6–3                                           | Ryuki Matsuda                               | Sora Fukuda Kokoro Isomura                      | Tomohiro Masabayashi Naoki Tajima Jesse Delaney Kenta Miyoshi                      |
| 3 iunie   | Harmon, Guam Hard M15 Simplu și dublu                        | Kazuma Kawachi Ryuki Matsuda 6–1, 6–3                                     | Tatsuma Ito Yuhei Kono                      | Sora Fukuda Kokoro Isomura                      | Tomohiro Masabayashi Naoki Tajima Jesse Delaney Kenta Miyoshi                      |
| 3 iunie   | Caltanissetta, Italia Zgură M15 Simplu și dublu              | Lilian Marmousez 6–4, 6–2                                                 | Gianmarco Ferrari                           | Alessandro Coccioli Luca Potenza                | Salvatore Caruso Antonio Caruso Gian Matias Di Natale Gabriele Piraino             |
| 3 iunie   | Caltanissetta, Italia Zgură M15 Simplu și dublu              | Andrea Bacaloni Andrea Gola 7–6(8–6), 7–6(7–4)                            | Antonio Caruso Pietro Marino                | Alessandro Coccioli Luca Potenza                | Salvatore Caruso Antonio Caruso Gian Matias Di Natale Gabriele Piraino             |
| 3 iunie   | Grodzisk Mazowiecki, Polonia Zgură M15 Simplu și dublu       | Oleg Prihodko 6–2, 6–4                                                    | Ignacio Monzón                              | Vladyslav Orlov Paweł Juszczak                  | Maik Steiner Szymon Kielan Piotr Siekanowicz Filip Pieczonka                       |
| 3 iunie   | Grodzisk Mazowiecki, Polonia Zgură M15 Simplu și dublu       | Vladyslav Orlov Daniel Pátý 6–0, 7–6(7–1)                                 | Adam Bajurko Paweł Juszczak                 | Vladyslav Orlov Paweł Juszczak                  | Maik Steiner Szymon Kielan Piotr Siekanowicz Filip Pieczonka                       |
| 3 iunie   | Daegu, Coreea de Sud Hard M15 Simplu și dublu                | Edward Winter 6–3, 3–6, 7–5                                               | Ezekiel Clark                               | Kārlis Ozoliņš Lee Duck-hee                     | Kaichi Uchida Lee Jea-moon Lee Jeong–heon Oh Chan-yeong                            |
| 3 iunie   | Daegu, Coreea de Sud Hard M15 Simplu și dublu                | Lee Jea-moon Song Min-kyu 6–1, 6–1                                        | Kwon Soon-woo Park Seung–min                | Kārlis Ozoliņš Lee Duck-hee                     | Kaichi Uchida Lee Jea-moon Lee Jeong–heon Oh Chan-yeong                            |
| 3 iunie   | Hrastnik, Slovenia Zgură M15 Simplu și dublu                 | Luca Wiedenmann 6–4, 1–6, 6–4                                             | Mika Brunold                                | Bor Artnak Sebastian Sorger                     | Alec Deckers Lorenzo Rottoli Luca Castagnola Gregor Ramskogler                     |
| 3 iunie   | Hrastnik, Slovenia Zgură M15 Simplu și dublu                 | Nik Razboršek Žiga Šeško 7–6(7–4), 6–4                                    | Nikola Bašić Jan Kupčič                     | Bor Artnak Sebastian Sorger                     | Alec Deckers Lorenzo Rottoli Luca Castagnola Gregor Ramskogler                     |
| 3 iunie   | Monastir, Tunisia Hard M15 Simplu și dublu                   | Cengiz Aksu 6–3, 6–2                                                      | Mikhail Gorokhov                            | Jack Loutit Manish Sureshkumar                  | Marcus Walters Louis Tessa Grigoriy Lomakin Nicolas Ifi                            |
| 3 iunie   | Monastir, Tunisia Hard M15 Simplu și dublu                   | Grigoriy Lomakin Paulo André Saraiva dos Santos 4–6, 6–2, [10–8]          | Niklas Schell Marcus Walters                | Jack Loutit Manish Sureshkumar                  | Marcus Walters Louis Tessa Grigoriy Lomakin Nicolas Ifi                            |
| 3 iunie   | San Diego, Statele Unite Hard M15 Simplu și dublu            | Learner Tien 6–4, 6–7(5–7), 6–4                                           | Alafia Ayeni                                | Noah Schachter Alan Fernando Rubio Fierros      | Isaac Becroft Alex Knaff Collin Altamirano Joshua Charlton                         |
| 3 iunie   | San Diego, Statele Unite Hard M15 Simplu și dublu            | Jacob Bullard Maxwell McKennon 6–2, 6–3                                   | Jeremy Jin Lui Maxted                       | Noah Schachter Alan Fernando Rubio Fierros      | Isaac Becroft Alex Knaff Collin Altamirano Joshua Charlton                         |
| 10 iunie  | Aarhus, Danemaca Zgură M25 Simplu și dublu                   | Elmer Møller 6–3, 6–0                                                     | August Holmgren                             | Toby Martin Lucas Gerch                         | Eric Vanshelboim Adrian Oetzbach Buvaysar Gadamauri Adam Heinonen                  |
| 10 iunie  | Aarhus, Danemaca Zgură M25 Simplu și dublu                   | Carl Emil Overbeck Oskar Brostrøm Poulsen 6–4, 3–6, [10–5]                | August Holmgren Christian Sigsgaard         | Toby Martin Lucas Gerch                         | Eric Vanshelboim Adrian Oetzbach Buvaysar Gadamauri Adam Heinonen                  |
| 10 iunie  | Villeneuve-Loubet, Franța Zgură M25+H Simplu și dublu        | Rémy Bertola 3–6, 6–4, 6–3                                                | Yshai Oliel                                 | Alexey Vatutin Corentin Denolly                 | Timo Legout Mohamed Safwat Evan Furness Laurent Lokoli                             |
| 10 iunie  | Villeneuve-Loubet, Franța Zgură M25+H Simplu și dublu        | Jakub Paul Rémy Bertola 3–6, 7–6(7–3), [14–12]                            | Dan Added Arthur Reymond                    | Alexey Vatutin Corentin Denolly                 | Timo Legout Mohamed Safwat Evan Furness Laurent Lokoli                             |
| 10 iunie  | Rabat, Maroc Zgură M25 Simplu și dublu                       | Max Alcalà Gurri 6–2, 6–3                                                 | Carlos López Montagud                       | Tibo Colson Álex Martí Pujolras                 | Maxence Bertimon Edas Butvilas Constantin Bittoun Kouzmine Elliot Benchetrit       |
| 10 iunie  | Rabat, Maroc Zgură M25 Simplu și dublu                       | Maxence Bertimon Younes Lalami Laaroussi 6–3, 6–2                         | Mehdi Benchakroun Yassine Dlimi             | Tibo Colson Álex Martí Pujolras                 | Maxence Bertimon Edas Butvilas Constantin Bittoun Kouzmine Elliot Benchetrit       |
| 10 iunie  | Elvas, Portugalia Hard M25 Simplu și dublu                   | Antoine Escoffier 6–3, 6–2                                                | Duarte Vale                                 | Altuğ Çelikbilek Marek Gengel                   | Orel Kimhi Tiago Pereira Frederico Ferreira Silva Jules Marie                      |
| 10 iunie  | Elvas, Portugalia Hard M25 Simplu și dublu                   | Illia Stoliar João Graça 6–4, 6–4                                         | Pedro Araújo João Domingues                 | Altuğ Çelikbilek Marek Gengel                   | Orel Kimhi Tiago Pereira Frederico Ferreira Silva Jules Marie                      |
| 10 iunie  | Martos, Spania Hard M25 Simplu și dublu                      | Michael Geerts 6–4, ret.                                                  | Arthur Bouquier                             | Miguel Damas Pedro Vives Marcos                 | Robin Bertrand Alberto Barroso Campos Alejo Sánchez Quílez Andrea Guerrieri        |
| 10 iunie  | Martos, Spania Hard M25 Simplu și dublu                      | Robin Bertrand Arthur Bouquier 6–3, 7–5                                   | Patricio Alvarado Iván Marrero Curbelo      | Miguel Damas Pedro Vives Marcos                 | Robin Bertrand Alberto Barroso Campos Alejo Sánchez Quílez Andrea Guerrieri        |
| 10 iunie  | Wichita, Statele Unite Hard M25 Simplu și dublu              | Micah Braswell 6-4, 6-3                                                   | Eliot Spizzirri                             | Sebastian Gorzny Ethan Quinn                    | Lui Maxted Liam Draxl Filip Peliwo Alexander Kotzen                                |
| 10 iunie  | Wichita, Statele Unite Hard M25 Simplu și dublu              | Pranav Kumar Joshua Sheehy 6–7(4–7), 6–3, 10–8                            | Cleeve Harper Eliot Spizzirri               | Sebastian Gorzny Ethan Quinn                    | Lui Maxted Liam Draxl Filip Peliwo Alexander Kotzen                                |
| 10 iunie  | Santo Domingo, Republica Dominicană Hard M15 Simplu și dublu | Kiranpal Pannu 6-4, 5-7, 7-6(7-2)                                         | Fnu Nidunjianzan                            | Juan Carlos Aguilar Peter Bertran               | Arvid Nordquist Lorenzo Claverie Johan Alexander Rodríguez Adit Sinha              |
| 10 iunie  | Santo Domingo, Republica Dominicană Hard M15 Simplu și dublu | Keshav Chopra Adam Neff 4–6, 6–3, [10–4]                                  | Juan Carlos Aguilar Nicaise Muamba          | Juan Carlos Aguilar Peter Bertran               | Arvid Nordquist Lorenzo Claverie Johan Alexander Rodríguez Adit Sinha              |
| 10 iunie  | Hong Kong, Hong Kong Hard M15 Simplu și dublu                | Evgenii Tiurnev 6–4, 6–2                                                  | Ajeet Rai                                   | Taiyo Yamanaka S D Prajwal Dev                  | Ryotaro Taguchi William Jansen Ryota Tanuma Tomohiro Masabayashi                   |
| 10 iunie  | Hong Kong, Hong Kong Hard M15 Simplu și dublu                | Tomohiro Masabayashi Thantub Suksumrarn 6–3, 7–5                          | Ajeet Rai Rishi Reddy                       | Taiyo Yamanaka S D Prajwal Dev                  | Ryotaro Taguchi William Jansen Ryota Tanuma Tomohiro Masabayashi                   |
| 10 iunie  | Nyíregyháza, Ungaria Zgură M15 Simplu și dublu               | Franco Roncadelli 6–2, 1–6, 7–5                                           | Dominik Kellovsky                           | Gianluca Cadenasso Péter Fajta                  | Eero Vasa Gabriele Bosio Juan Estévez Aleksander Chayka                            |
| 10 iunie  | Nyíregyháza, Ungaria Zgură M15 Simplu și dublu               | Eero Vasa Iiro Vasa 2–6, 6–2, [10–3]                                      | Abel Forger Thijmen Loof                    | Gianluca Cadenasso Péter Fajta                  | Eero Vasa Gabriele Bosio Juan Estévez Aleksander Chayka                            |
| 10 iunie  | Chieti, Italia Zgură M15 Simplu și dublu                     | Oleksandr Ovcharenko Walkover                                             | Lilian Marmousez                            | Michele Ribecai Gabriele Maria Noce             | Samuele Pieri Gabriele Vulpitta Luigi Sorrentino Francesco Forti                   |
| 10 iunie  | Chieti, Italia Zgură M15 Simplu și dublu                     | Lorenzo Rottoli Luigi Sorrentino 6–3, 7–6(7–4)                            | Giorgio Ricca Augusto Virgili               | Michele Ribecai Gabriele Maria Noce             | Samuele Pieri Gabriele Vulpitta Luigi Sorrentino Francesco Forti                   |
| 10 iunie  | Koszalin, Polonia Zgură M15 Simplu și dublu                  | Viacheslav Bielinskyi 7–6(7–3), 6–2                                       | Paweł Juszczak                              | Zura Tkemaladze Sebastian Sorger                | Patrick Zahraj Tanguy Genier Daniele Rapagnetta Daniel de Jonge                    |
| 10 iunie  | Koszalin, Polonia Zgură M15 Simplu și dublu                  | Luca Staeheli Timofey Stepanov 6–3, 6–2                                   | Štěpán Baum Daniel Pátý                     | Zura Tkemaladze Sebastian Sorger                | Patrick Zahraj Tanguy Genier Daniele Rapagnetta Daniel de Jonge                    |
| 10 iunie  | Oradea, România Zgură M15 Simplu și dublu                    | Cezar Crețu 7–6(7–4), 6–4                                                 | Gabi Adrian Boitan                          | Ștefan Paloși Nicholas David Ionel              | Maik Steiner Vlad Andrei Dancu Michiel De Krom Dan Alexandru Tomescu               |
| 10 iunie  | Oradea, România Zgură M15 Simplu și dublu                    | Finn Bass Bogdan Pavel 7–5, 6–3                                           | Mateo Luis Álvarez Sarmiento Mārtiņš Rocēns | Ștefan Paloși Nicholas David Ionel              | Maik Steiner Vlad Andrei Dancu Michiel De Krom Dan Alexandru Tomescu               |
| 10 iunie  | Kuršumlijska Banja, Serbia Zgură M15 Simplu și dublu         | Petar Jovanović 6–4, 2–0, ret.                                            | Luka Pavlovic                               | Dušan Obradović Marat Sharipov                  | Savva Polukhin Sascha Gueymard Wayenburg Dinko Dinev Benito Sánchez Martínez       |
| 10 iunie  | Kuršumlijska Banja, Serbia Zgură M15 Simplu și dublu         | Kristijan Juhas Marat Sharipov 2–6, 6–2, [10–1]                           | Stefan Latinović Luka Pavlovic              | Dušan Obradović Marat Sharipov                  | Savva Polukhin Sascha Gueymard Wayenburg Dinko Dinev Benito Sánchez Martínez       |
| 10 iunie  | Anseong, Coreea de Sud Hard M15 Simplu și dublu              | Kārlis Ozoliņš 7–6(7–4), 6–0                                              | Shin San-hui                                | Jang Yun-seok Chase Ferguson                    | Kenta Miyoshi Kokoro Isomura Masamichi Imamura Shin Woo-bin                        |
| 10 iunie  | Anseong, Coreea de Sud Hard M15 Simplu și dublu              | Kenta Miyoshi Edward Winter 6–3, 5–7, [10–6]                              | Ethan Cook Naoki Tajima                     | Jang Yun-seok Chase Ferguson                    | Kenta Miyoshi Kokoro Isomura Masamichi Imamura Shin Woo-bin                        |
| 10 iunie  | Monastir, Tunisia Hard M15 Simplu și dublu                   | Kris van Wyk 6–1, 7–5                                                     | Egor Agafonov                               | Manish Sureshkumar Etienne Donnet               | Paulo André Saraiva dos Santos Alexandre Reco Natan Rodrigues Peter Alam           |
| 10 iunie  | Monastir, Tunisia Hard M15 Simplu și dublu                   | Egor Agafonov Grigoriy Lomakin 6–3, 6–3                                   | Paulo André Saraiva dos Santos Kris van Wyk | Manish Sureshkumar Etienne Donnet               | Paulo André Saraiva dos Santos Alexandre Reco Natan Rodrigues Peter Alam           |
| 10 iunie  | San Diego, Statele Unite Hard M15 Simplu și dublu            | Oliver Tarvet 4-6, 6-3, 6-4                                               | Nathan Ponwith                              | Patrick Maloney Strong Kirchheimer              | Derek Pham Alafia Ayeni Jay Dylan Hara Friend Collin Altamirano                    |
| 10 iunie  | San Diego, Statele Unite Hard M15 Simplu și dublu            | Nathan Ponwith James Tracy 7–6(7–2), 6–2                                  | Johannes Seeman Wally Thayne                | Patrick Maloney Strong Kirchheimer              | Derek Pham Alafia Ayeni Jay Dylan Hara Friend Collin Altamirano                    |
| 17 iunie  | Duffel, Belgia Zgură M25 Simplu și dublu                     | Sandro Kopp 6–4, 6–3                                                      | Khumoyun Sultanov                           | Gauthier Onclin Eero Vasa                       | Max Houkes Marlon Vankan Raphaël Pérot Gilles-Arnaud Bailly                        |
| 17 iunie  | Duffel, Belgia Zgură M25 Simplu și dublu                     | Sandro Kopp Kai Wehnelt 6–3, 6–3                                          | Marcel Hornung Lucas Hammond                | Gauthier Onclin Eero Vasa                       | Max Houkes Marlon Vankan Raphaël Pérot Gilles-Arnaud Bailly                        |
| 17 iunie  | Luzhou, China Hard M25 Simplu și dublu                       | Bai Yan 7–6(7–4), 7–6(8–6)                                                | Zhou Yi                                     | Lu Pengyu Wang Aoran                            | Yu Zhang Qian Sun Bingyu Yu Sheng Tang                                             |
| 17 iunie  | Luzhou, China Hard M25 Simplu și dublu                       | Sheng Tang Zhan Zheng 3–6, 6–3, [13–11]                                   | Ray Ho Bingyu Yu                            | Lu Pengyu Wang Aoran                            | Yu Zhang Qian Sun Bingyu Yu Sheng Tang                                             |
| 17 iunie  | Montauban, Franța Zgură M25 Simplu și dublu                  | Maxime Chazal 6–4, 6–2                                                    | Arthur Reymond                              | Benjamin Pietri Johan Nikles                    | Leo Raquillet Dan Added Laurent Lokoli Thomas Gerbaud                              |
| 17 iunie  | Montauban, Franța Zgură M25 Simplu și dublu                  | Johan Nikles Damien Wenger 7–6(7–1), 7–6(7–3)                             | Arthur Reymond Dan Added                    | Benjamin Pietri Johan Nikles                    | Leo Raquillet Dan Added Laurent Lokoli Thomas Gerbaud                              |
| 17 iunie  | Cattolica, Italia Zgură M25 Simplu și dublu                  | Giovanni Oradini 7–6(7–4), 3–6, 7–5                                       | Andrea Picchione                            | Gabriele Pennaforti Carlos López Montagud       | Alessandro Pecci Stefano D'Agostino Tim Handel Yanaki Milev                        |
| 17 iunie  | Cattolica, Italia Zgură M25 Simplu și dublu                  | Francesco Forti Andrea Picchione 7–6(7–2), 6–3                            | Pietro Pampanin João Eduardo Schiessl       | Gabriele Pennaforti Carlos López Montagud       | Alessandro Pecci Stefano D'Agostino Tim Handel Yanaki Milev                        |
| 17 iunie  | Changwon, Coreea de Sud Hard M25 Simplu și dublu             | Kaichi Uchida 6–2, 5–7, 6–3                                               | Masamichi Imamura                           | Naoki Nakagawa Edward Winter                    | Oh Chan-yeong Shin San-hui Kenta Miyoshi Jeong Yeong-seok                          |
| 17 iunie  | Changwon, Coreea de Sud Hard M25 Simplu și dublu             | Chung Hong Son Ji-hoon 7–5, 4–6, [11–9]                                   | Masamichi Imamura Shin Woo-bin              | Naoki Nakagawa Edward Winter                    | Oh Chan-yeong Shin San-hui Kenta Miyoshi Jeong Yeong-seok                          |
| 17 iunie  | Mungia-Laukariz, Spania Zgură (i) M25 Simplu și dublu        | Michiel De Krom 6–4, 6–4                                                  | Ryan Nijboer                                | Alberto Barroso Campos Frederico Ferreira Silva | Benjamín Winter López Eric Vanshelboim Iliyan Radulov Svyatoslav Gulin             |
| 17 iunie  | Mungia-Laukariz, Spania Zgură (i) M25 Simplu și dublu        | Michiel De Krom Ryan Nijboer 7–6(7–0), 2–6, [10–7]                        | Alejandro García Mario Mansilla Díez        | Alberto Barroso Campos Frederico Ferreira Silva | Benjamín Winter López Eric Vanshelboim Iliyan Radulov Svyatoslav Gulin             |
| 17 iunie  | Tulsa, Statele Unite Hard M25 Simplu și dublu                | Eliot Spizzirri 6–4, 3–6, 7–6(7–3)                                        | Bernard Tomic                               | Nicolas Ian Kotzen Alexander Kotzen             | Mitchell Krueger Micah Braswell Andre Ilagan Govind Nanda                          |
| 17 iunie  | Tulsa, Statele Unite Hard M25 Simplu și dublu                | Cannon Kingsley Aidan Kim 6–3, 5–7, [10–7]                                | Cleeve Harper Govind Nanda                  | Nicolas Ian Kotzen Alexander Kotzen             | Mitchell Krueger Micah Braswell Andre Ilagan Govind Nanda                          |
| 17 iunie  | Saarlouis, Germania Zgură M15 Simplu și dublu                | Michael Vrbenský 6–3, 7–6(7–3)                                            | Lucas Gerch                                 | Niels Visker Mika Lipp                          | Luca Wiedenmann Bogdan Bobrov Sergey Fomin Liam Gavrielides                        |
| 17 iunie  | Saarlouis, Germania Zgură M15 Simplu și dublu                | Niels Visker Sidane Pontjodikromo 4–6, 6–0, [10–7]                        | Milan Welte Lars Johann                     | Niels Visker Mika Lipp                          | Luca Wiedenmann Bogdan Bobrov Sergey Fomin Liam Gavrielides                        |
| 17 iunie  | Hong Kong, Hong Kong Hard M15 Simplu și dublu                | Shintaro Imai 6–4, 6–4                                                    | Jake Delaney                                | Tomohiro Masabayashi Thanapet Chanta            | Jack Cheng Ajeet Rai Kasidit Samrej S D Prajwal Dev                                |
| 17 iunie  | Hong Kong, Hong Kong Hard M15 Simplu și dublu                | Kasidit Samrej Siwanat Auytayakul 6–4, 3–6, [10–6]                        | Kazuki Nishiwaki Yuichiro Inui              | Tomohiro Masabayashi Thanapet Chanta            | Jack Cheng Ajeet Rai Kasidit Samrej S D Prajwal Dev                                |
| 17 iunie  | Nyíregyháza, Ungaria Zgură M15 Simplu și dublu               | Franco Roncadelli 7–6(7–3), 6–1                                           | Dan Alexandru Tomescu                       | Gabor Hornung Lukáš Pokorný                     | Tomáš Láník Dominik Kellovský Péter Fajta Attila Boros                             |
| 17 iunie  | Nyíregyháza, Ungaria Zgură M15 Simplu și dublu               | Miloš Karol Michael Shaw 6–3, 6–3                                         | Attila Boros Botond Kisantal                | Gabor Hornung Lukáš Pokorný                     | Tomáš Láník Dominik Kellovský Péter Fajta Attila Boros                             |
| 17 iunie  | Casablanca, Maroc Zgură M15 Simplu și dublu                  | Franco Roncadelli 7–6(7–3), 6–1                                           | Dan Alexandru Tomescu                       | Gabor Hornung Lukáš Pokorný                     | Tomáš Láník Dominik Kellovský Péter Fajta Attila Boros                             |
| 17 iunie  | Casablanca, Maroc Zgură M15 Simplu și dublu                  | Miloš Karol Michael Shaw 6–3, 6–3                                         | Attila Boros Botond Kisantal                | Gabor Hornung Lukáš Pokorný                     | Tomáš Láník Dominik Kellovský Péter Fajta Attila Boros                             |
| 17 iunie  | Koszalin, Polonia Zgură M15 Simplu și dublu                  | John Hallquist Lithen 6–7(0–7), 7–5, 6–0                                  | Luca Staeheli                               | Daniele Rapagnetta Paweł Juszczak               | Alan Bojarski Tim Rühl Sebastian Sorger Max Wiskandt                               |
| 17 iunie  | Koszalin, Polonia Zgură M15 Simplu și dublu                  | Paweł Juszczak / Bruno Kokot vs Henrik Bladelius / Jack Karlsson Wistrand |                                             | Daniele Rapagnetta Paweł Juszczak               | Alan Bojarski Tim Rühl Sebastian Sorger Max Wiskandt                               |
| 17 iunie  | Cluj-Napoca, România Zgură M15 Simplu și dublu               | Bogdan Pavel 6–3, 2–6, 6–3                                                | Mariano Tammaro                             | Radu Mihai Papoe Ioan Alexandru Chiriță         | Filip Apltauer Massimo Giunta Juan Pablo Paz Cezar Gabriel Papoe                   |
| 17 iunie  | Cluj-Napoca, România Zgură M15 Simplu și dublu               | Tomás Lipovšek Puches Juan Pablo Paz Walkover                             | Ștefan Paloși Radu Mihai Papoe              | Radu Mihai Papoe Ioan Alexandru Chiriță         | Filip Apltauer Massimo Giunta Juan Pablo Paz Cezar Gabriel Papoe                   |
| 17 iunie  | Kuršumlijska Banja, Serbia Zgură M15 Simplu și dublu         | Tommaso Compagnucci 6–4, 6–4                                              | Andrej Nedić                                | Simon Anthony Ivanov Luka Pavlovic              | Andrey Chepelev Gabriel Donev Savva Polukhin Carlos Giraldi                        |
| 17 iunie  | Kuršumlijska Banja, Serbia Zgură M15 Simplu și dublu         | Stefan Latinović Obrad Markovski 1–6, 7–6(7–4), [10–7]                    | Jan Hrazdil Václav Šafránek                 | Simon Anthony Ivanov Luka Pavlovic              | Andrey Chepelev Gabriel Donev Savva Polukhin Carlos Giraldi                        |
| 17 iunie  | Hillcrest, Africa de Sud Hard M15 Simplu și dublu            | Philip Henning 6–4, 6–4                                                   | Connor Henry Van Schalkwyk                  | Devin Badenhorst Alec Beckley                   | Luc Koenig Jesse Flores Aryan Shah Alexander Donski                                |
| 17 iunie  | Hillcrest, Africa de Sud Hard M15 Simplu și dublu            | Alec Beckley Alexander Donski 7–6(7–5), 6–4                               | Vasilios Caripi Jesse Flores                | Devin Badenhorst Alec Beckley                   | Luc Koenig Jesse Flores Aryan Shah Alexander Donski                                |
| 17 iunie  | Monastir, Tunisia Hard M15 Simplu și dublu                   | Tiago Pereira 6–2, 6–0                                                    | Jack Loutit                                 | Egor Agafonov Étienne Donnet                    | Michael Zhu Photos Photiades Paulo André Saraiva dos Santos Fabien Salle           |
| 17 iunie  | Monastir, Tunisia Hard M15 Simplu și dublu                   | Mateo Matulovich Paulo André Saraiva dos Santos 7–5, 4–6, [10–8]          | Egor Agafonov Grigoriy Lomakin              | Egor Agafonov Étienne Donnet                    | Michael Zhu Photos Photiades Paulo André Saraiva dos Santos Fabien Salle           |
| 17 iunie  | Rancho Santa Fe, Statele Unite Hard M15 Simplu și dublu      | Learner Tien 6–3, 6–1                                                     | Matthew Summers                             | Trevor Svajda Jay Dylan Hara Friend             | Jacob Brumm Leo Vithoontien Collin Altamirano Aadarsh Tripathi                     |
| 17 iunie  | Rancho Santa Fe, Statele Unite Hard M15 Simplu și dublu      | Joshua Charlton Patrick Maloney 7–6(7–5), 6–4                             | Adam Neff Trevor Svajda                     | Trevor Svajda Jay Dylan Hara Friend             | Jacob Brumm Leo Vithoontien Collin Altamirano Aadarsh Tripathi                     |
| 24 iunie  | Brussels, Belgia Zgură M25 Simplu și dublu                   | Max Houkes 5–7, 6–1, 6–1                                                  | Khumoyun Sultanov                           | Ergi Kırkın Guy Den Ouden                       | Mats Rosenkranz Viktor Durasovic Martin van der Meerschen Jelle Sels               |
| 24 iunie  | Brussels, Belgia Zgură M25 Simplu și dublu                   | Simon Beaupain Viktor Durasovic 6–4, 6–2                                  | John Sperle Marlon Vankan                   | Ergi Kırkın Guy Den Ouden                       | Mats Rosenkranz Viktor Durasovic Martin van der Meerschen Jelle Sels               |
| 24 iunie  | Bourg-en-Bresse, Franța Zgură M25 Simplu și dublu            | Lorenzo Giustino vs Marat Sharipov                                        | Lorenzo Giustino vs Marat Sharipov          | Lilian Marmousez Gianmarco Ferrari              | Alexey Vatutin Florent Bax Dan Added Pol Martín Tiffon                             |
| 24 iunie  | Bourg-en-Bresse, Franța Zgură M25 Simplu și dublu            | Maxence Beaugé Lucas Bouquet 7–5, 5–7, [10–4]                             | Denis Istomin Evgeny Karlovskiy             | Lilian Marmousez Gianmarco Ferrari              | Alexey Vatutin Florent Bax Dan Added Pol Martín Tiffon                             |
| 24 iunie  | Satu Mare, România Zgură M25 Simplu și dublu                 | Cezar Crețu 6–2, 3–0, ret.                                                | Martin Krumich                              | Ștefan Paloși Nicholas David Ionel              | Radu Mihai Papoe Eric Vanshelboim Radovan Michálik Francesco Ferrari               |
| 24 iunie  | Satu Mare, România Zgură M25 Simplu și dublu                 | Petr Nesterov Vladyslav Orlov 6–4, 6–2                                    | Miloš Karol Michael Shaw                    | Ștefan Paloși Nicholas David Ionel              | Radu Mihai Papoe Eric Vanshelboim Radovan Michálik Francesco Ferrari               |
| 24 iunie  | Hillcrest, Africa de Sud Hard M25 Simplu și dublu            | Khololwam Montsi 6–4, 6–2                                                 | Devin Badenhorst                            | Jesse Flores Aryan Shah                         | Leo Matthysen Ishaque Eqbal Luca Fantini Alec Beckley                              |
| 24 iunie  | Hillcrest, Africa de Sud Hard M25 Simplu și dublu            | Akram El Sallaly Khololwam Montsi 6–2, 6–4                                | Vasilios Caripi Jesse Flores                | Jesse Flores Aryan Shah                         | Leo Matthysen Ishaque Eqbal Luca Fantini Alec Beckley                              |
| 24 iunie  | Bakio, Spania Hard M25 Simplu și dublu                       | Clément Chidekh 7–6(7–3), 6–3                                             | Robin Bertrand                              | Lucas Poullain Alex Martínez                    | Cui Jie Alastair Gray Sun Fajing Miguel Damas                                      |
| 24 iunie  | Bakio, Spania Hard M25 Simplu și dublu                       | Robin Bertrand John Echevarría 6–2, 6–4                                   | Alejo Sánchez Quílez Benjamín Winter López  | Lucas Poullain Alex Martínez                    | Cui Jie Alastair Gray Sun Fajing Miguel Damas                                      |
| 24 iunie  | Klosters, Elveția Zgură M25 Simplu și dublu                  | Rémy Bertola 6–2, 6–1                                                     | Patrick Zahraj                              | Matthew Dellavedova Benjamin Lock               | Tim Handel Dylan Dietrich Mika Brunold Johan Nikles                                |
| 24 iunie  | Klosters, Elveția Zgură M25 Simplu și dublu                  | Rémy Bertola Jakub Paul 6–4, 7–5                                          | Benjamin Lock Courtney John Lock            | Matthew Dellavedova Benjamin Lock               | Tim Handel Dylan Dietrich Mika Brunold Johan Nikles                                |
| 24 iunie  | Tianjin, China Hard M15 Simplu și dublu                      | Mukund Sasikumar 6–3, 6–3                                                 | Wishaya Trongcharoenchaikul                 | Dong Zhenxiong Valentin Kopeikin                | Huang Tsung-hao Alberto Lim Jr. Zachary Viiala Mo Yecong                           |
| 24 iunie  | Tianjin, China Hard M15 Simplu și dublu                      | Ray Ho Zijiang Yang 6–3, 6–3                                              | Yuquan Jin Zekai Li                         | Dong Zhenxiong Valentin Kopeikin                | Huang Tsung-hao Alberto Lim Jr. Zachary Viiala Mo Yecong                           |
| 24 iunie  | Kamen, Germania Zgură M15 Simplu și dublu                    | Svyatoslav Gulin 6–2, 7–5                                                 | Mariano Dedura-Palomero                     | Liam Gavrielides Diego Dedura-Palomero          | Rafael Izquierdo Luque Justin Engel Tom Gentzsch Tomáš Lánik                       |
| 24 iunie  | Kamen, Germania Zgură M15 Simplu și dublu                    | Taym Al Azmeh Hazem Naw 1–6, 7–5, [10–5]                                  | Jasper Camehn Moritz Kudernatsch            | Liam Gavrielides Diego Dedura-Palomero          | Rafael Izquierdo Luque Justin Engel Tom Gentzsch Tomáš Lánik                       |
| 24 iunie  | Bergamo, Italia Zgură M15 Simplu și dublu                    | Andrej Martin 6–3, 6–3                                                    | Gianluca Cadenasso                          | Juan Pablo Paz Alessandro Pecci                 | Lucio Carnevalle Stefano D'Agostino Juan Cruz Martin Manzano Carlo Alberto Caniato |
| 24 iunie  | Bergamo, Italia Zgură M15 Simplu și dublu                    | Niccolo Catini Noah Perfetti 6–4, 3–6, [10–5]                             | Carlo Alberto Caniato Leonardo Malgaroli    | Juan Pablo Paz Alessandro Pecci                 | Lucio Carnevalle Stefano D'Agostino Juan Cruz Martin Manzano Carlo Alberto Caniato |
| 24 iunie  | Ust-Kamenogorsk, Kazakhstan Hard M15 Simplu și dublu         | Petr Bar Biryukov 6–4, 6–3                                                | Martin Borisiouk                            | Saveliy Ivanov Savriyan Danilov                 | Daniel Khazime Maxim Zhukov Eyal Shumilov Sergey Fomin                             |
| 24 iunie  | Ust-Kamenogorsk, Kazakhstan Hard M15 Simplu și dublu         | Shinji Hazawa Kazuma Kawachi 6–2, 6–2                                     | Daniel Khazime Maxim Zhukov                 | Saveliy Ivanov Savriyan Danilov                 | Daniel Khazime Maxim Zhukov Eyal Shumilov Sergey Fomin                             |
| 24 iunie  | Tangier, Maroc Zgură M15 Simplu și dublu                     | Juan Estévez 0–6, 6–3, 6–3                                                | Mario González Fernández                    | Massimo Giunta Stijn Slump                      | Reda Bennani Hayato Matsuoka Pablo Trochu Maxence Rivet                            |
| 24 iunie  | Tangier, Maroc Zgură M15 Simplu și dublu                     | Walid Ahouda Hamza El Amine 6–3, 7–5                                      | Reda Bennani Federico Bondioli              | Massimo Giunta Stijn Slump                      | Reda Bennani Hayato Matsuoka Pablo Trochu Maxence Rivet                            |
| 24 iunie  | Alkmaar, Țările de Jos Zgură M15 Simplu și dublu             | Deney Wassermann 7–6(10–8), 6–4                                           | Chris Rodesch                               | Adrian Oetzbach Michiel De Krom                 | Christian Sigsgaard Alec Deckers Niels Lootsma Mika Lipp                           |
| 24 iunie  | Alkmaar, Țările de Jos Zgură M15 Simplu și dublu             | Niels Lootsma Niels Visker 4–6, 7–6(7–5), [10–2]                          | Stian Klaassen Fons Van Sambeek             | Adrian Oetzbach Michiel De Krom                 | Christian Sigsgaard Alec Deckers Niels Lootsma Mika Lipp                           |
| 24 iunie  | Wrocław, Polonia Zgură M15 Simplu și dublu                   | Paweł Juszczak 6–1, 7–5                                                   | Michael Agwi                                | Henri Laaksonen Yurii Dzhavakian                | Karol Drzewiecki Arthur Bonnaud Herman Høyeraal Kacper Żuk                         |
| 24 iunie  | Wrocław, Polonia Zgură M15 Simplu și dublu                   | Nikita Mashtakov Robert Strombachs 7–6(7–5), 7–5                          | Szymon Walków Kacper Żuk                    | Henri Laaksonen Yurii Dzhavakian                | Karol Drzewiecki Arthur Bonnaud Herman Høyeraal Kacper Żuk                         |
| 24 iunie  | Belgrad, Serbia Zgură M15 Simplu și dublu                    | Vuk Rađenović 5–7, 6–4, 6–1                                               | Ioannis Xilas                               | Dušan Obradović Viktor Jović                    | Jan Hrazdil Lautaro Agustin Falabella Lukáš Pokorný Andrej Nedić                   |
| 24 iunie  | Belgrad, Serbia Zgură M15 Simplu și dublu                    | Aleksandar Ljubojević Dušan Obradović 6–7(2–7), 7–5, [10–7]               | Alejandro Bancalari Nicolás Villalón        | Dušan Obradović Viktor Jović                    | Jan Hrazdil Lautaro Agustin Falabella Lukáš Pokorný Andrej Nedić                   |
| 24 iunie  | Monastir, Tunisia Hard M15 Simplu și dublu                   | Mili Poljičak 7–5, 6–1                                                    | Patrick Schön                               | Jackson Ross Pietro Marino                      | Demetris Azoides João Graça Amr Elsayed Alan Magadán                               |
| 24 iunie  | Monastir, Tunisia Hard M15 Simplu și dublu                   | Tiago Pereira Patrick Schön 6–1, 6–7(6–8), [10–7]                         | Alan Magadán Tomás Pinho                    | Jackson Ross Pietro Marino                      | Demetris Azoides João Graça Amr Elsayed Alan Magadán                               |
| 24 iunie  | Los Angeles, Statele Unite Hard M15 Simplu și dublu          | Patrick Maloney vs Colton Smith                                           | Patrick Maloney vs Colton Smith             | Alex Knaff Jay Dylan Hara Friend                | Thai-Son Kwiatkowski Jack Anthrop Keegan Smith Spencer Johnson                     |
| 24 iunie  | Los Angeles, Statele Unite Hard M15 Simplu și dublu          | Joshua Charlton Patrick Maloney 7–6(7–5), 7–5(8–6)                        | Jack Anthrop Bryce Nakashima                | Alex Knaff Jay Dylan Hara Friend                | Thai-Son Kwiatkowski Jack Anthrop Keegan Smith Spencer Johnson                     |